# Liste de personnalités liées à Tours
Cette page recense un certain nombre de personnalités nées ou ayant passé une partie notable de leur vie à Tours et dans le département d'Indre-et-Loire.

## Écrivains, philosophes, historiens, géographes
- A.D.G. (Alain Fournier dit), romancier de Série noire, (né à Tours le 19 décembre 1947), mort à Paris le 1er novembre 2004.
- Honoré de Balzac, auteur de La Comédie humaine, y naquit le 29 mai 1799. Il meurt à Paris le 18 août 1850.
- Eugène Bizeau, poète et chansonnier, né à Véretz en 1883, mort à Tours en 1989.
- François Bon, (né en 1953), romancier, dramaturge, essayiste, vit dans l'agglomération de Tours.
- Yves Bonnefoy, poète (né à Tours en 1923 et mort à Paris le 1er juillet 2016).
- René Boylesve naquit à La Haye-Descartes le 14 avril 1867, et fréquenta le lycée Descartes de Tours. Il meurt à Paris le 14 janvier 1926.
- Jean-Louis Chalmel (1756-1829), historien et essayiste.
- Claude Chappuys (vers 1500-1575), poète.
- Gabriel Chappuys (vers 1546-1613), neveu de Claude Chappuys, historiographe et traducteur.
- Claude Cottereau (1499-1557), jurisconsulte, écrivain.
- Paul-Louis Courier (1772-1825), essayiste et pamphlétaire.
- Georges Courteline, dramaturge, y naquit le 25 juin 1858. Il meurt à Paris le 25 juin 1929.
- Nicolas Denys (1603-1688) Marchand - Figure de l'Histoire d'Acadie  http://www.fichierorigine.com/app/recherche/detail.php?numero=241225
- René Descartes (1596-1650), philosophe et mathématicien.
- Dominique Dunois, (1876-1959), prix Femina 1928
- Louis Dutens (1730-1812), né à Tours. Philologue, numismate, historiographe du roi de Grande-Bretagne.
- Paul Foucher, érudit et historien, né à Tours en 1704, mort à Paris en 1778.
- Anatole France (1844-1924), prix Nobel de littérature
- Amadis Jamyn (1540-1593), poète, élève et ami de Ronsard, a séjourné pendant plusieurs années au Prieuré de Saint-Cosme avec son maître, dont il était le secrétaire.
- Jean-Marie Laclavetine (né en 1954), romancier, a vécu à Tours.
- Élisabeth Lacoin (1907-1929), écrivaine française née à Tours.
- Albert Laponneraye (1808-1849), historien et essayiste politique.
- Frédéric Le Clerc (1810-1891), auteur du Texas et sa révolution, médecin-en-chef de l'hôpital de Tours, élevé par Pierre Bretonneau.
- Martine Le Coz (née en 1955), écrivain vit à Amboise, prix Renaudot 2001.
- Félix Le Royer de La Sauvagère (1707-1782), militaire, antiquaire, écrivain.
- J.Q. Louison, (née en 1952) écrivaine et poétesse vit dans l'agglomération de Tours.
- Michel Lussault (né en 1960), universitaire, docteur en géographie urbaine.
- François Métais-Panterne (né en 1968), écrivain, poète du mysticisme, mort prématurément en 1986.
- Jean-Luc Moreau, universitaire (né en 1937 à Tours).
- Michel-Georges Micberth, (né à Tours le 12 août 1945), éditeur, pamphlétaire et écrivain.
- Philippe Néricault Destouches, auteur dramatique, né à Tours en 1680, mort à Villiers-en-Bière en 1754.
- Paul Nizan né en 1905 à Tours, mort en 1940, écrivain, essayiste et philosophe.
- Ferdinand, baron de Papion du Château, poète et ami d’Honoré de Balzac.
- Louis Parrot, (né à Tours en 1906 - décédé à Paris en 1948), poète à la sensibilité surréaliste.
- François de Paule (1416-1507), saint, mort au couvent de Plessis-lès-Tours.
- Pascal Perrineau né en 1950, universitaire, politologue, spécialiste de sociologie électorale, ancien directeur du CEVIPOF.
- Maurice Prax, écrivain, y naquit en 1881. Mort le 12 mars 1962.
- François Rabelais (1483/94-1553), écrivain, humaniste, médecin.
- Honorat de Racan (1589-1670), poète préclassique.
- Robert Ranjard, archéologue, né à Montrichard en 1881 et mort à Tours en 1960.
- Ronsard (1524-1585), poète.
- Jacques-Marie Rougé (1873-1956), folkloriste, conservateur-adjoint de la bibliothèque municipale avant 1940.
- Patrick Savidan, philosophe, universitaire, préoccupé de multiculturalisme et de questions touchant à la justice sociale.
- Léopold-Sédar Senghor (1906-2001), poète sénégalais et chantre de la négritude fut professeur de lettres au lycée Descartes ; il écrivit à Tours une partie de son œuvre.
- Bernard de Tours, philosophe et poète, né à Tours vers 1147, mort avant 1178).
- Kilien Stengel (né en 1972), auteur gastronomique, universitaire, vit à Tours.
- Alfred Tonnellé (Tours, 1831-1858), écrivain, poète, traducteur et figure marquante du pyrénéisme.
- Grégoire de Tours (vers 539-594), évêque, historien.
- Guy de Tours (1562-1611), poète.
- Jérôme Touzalin (Jean-Pierre) (né à Tours le 23 février 1941), auteur dramatique.
- Alberto Velasco (né en 1963) à Tours, écrivain et plasticien né à Tours en 1963.
- Alfred de Vigny (1797-1863), poète romantique.
- Tanguy Viel (né en 1973), écrivain qui a vécu un certain temps à Tours.
- Francis Vielé-Griffin, écrivain, né à Norfolk en 1863, mort à Bergerac en 1937.
- François Villon (1431-1463), poète.
- Stéphanie Vincent (né en 1977) à Amboise, écrivaine et médiéviste.
- Bertrand Visage (né en 1952), romancier, prix Femina 1984.

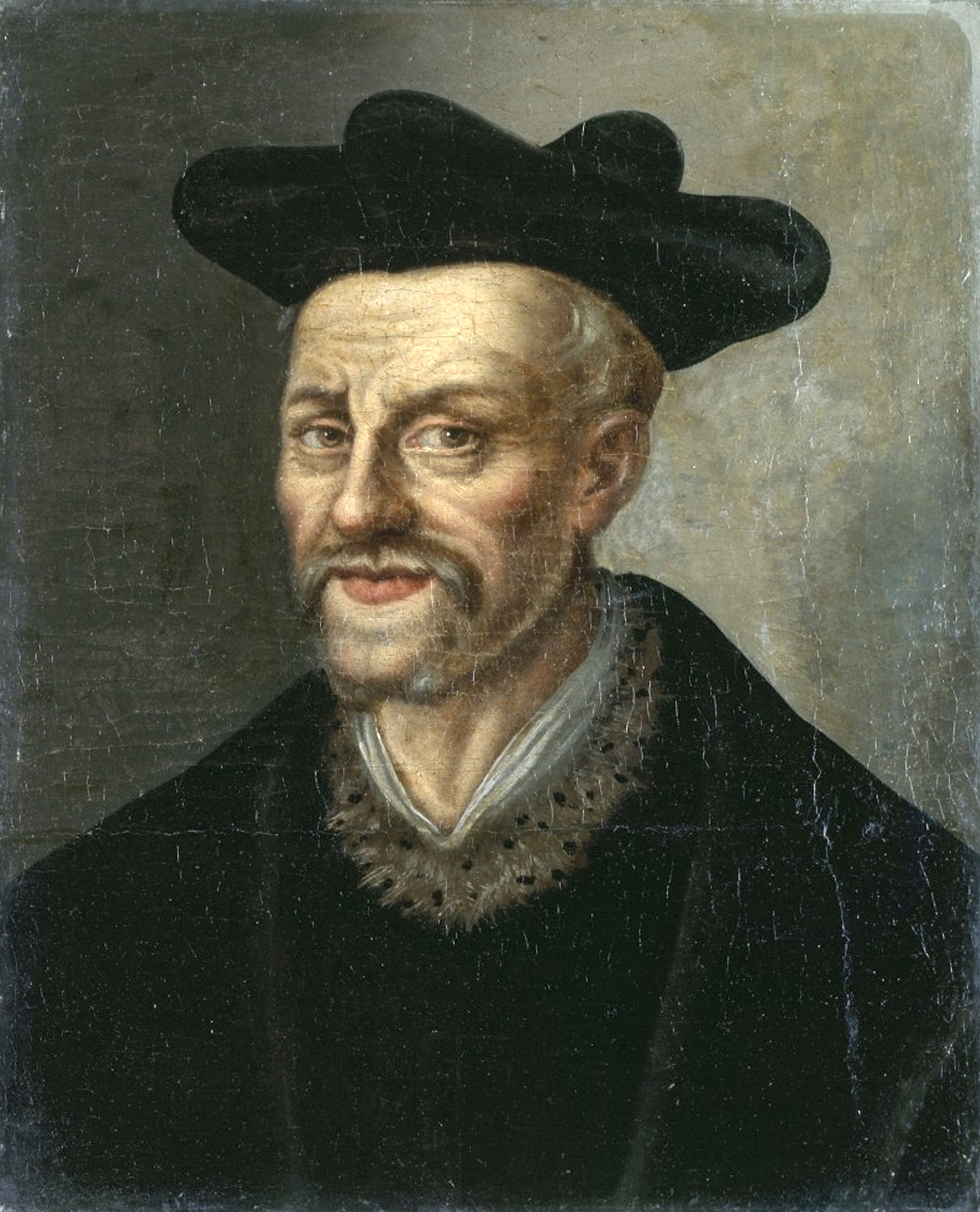
François Rabelais
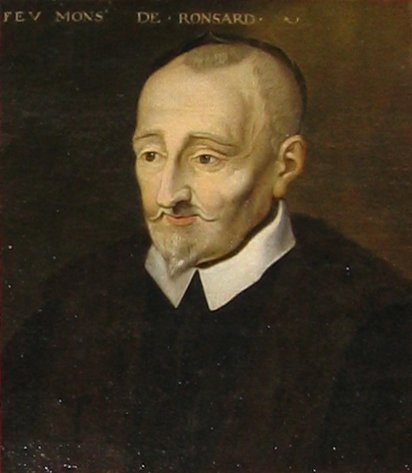
Pierre de Ronsard
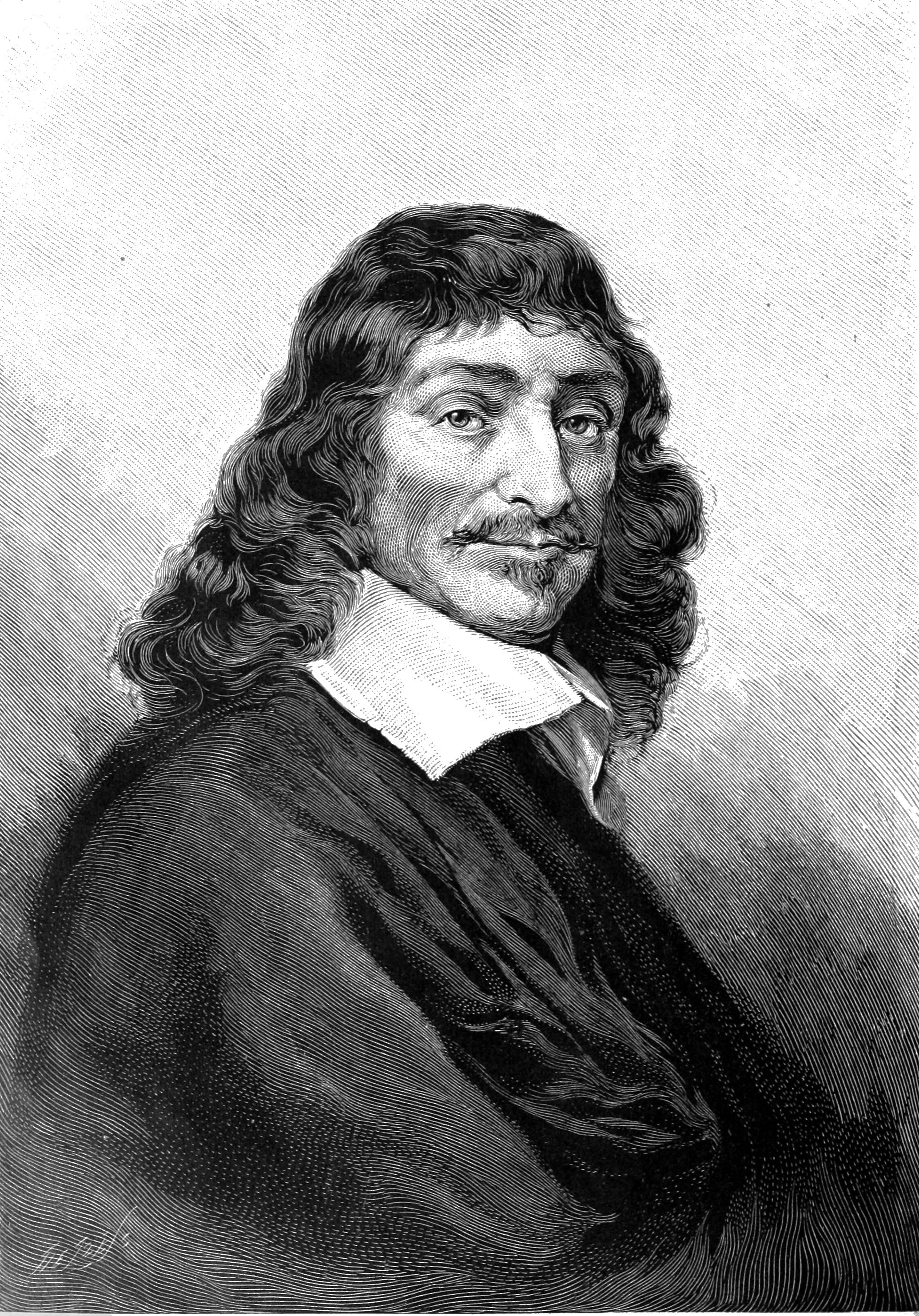
René Descartes
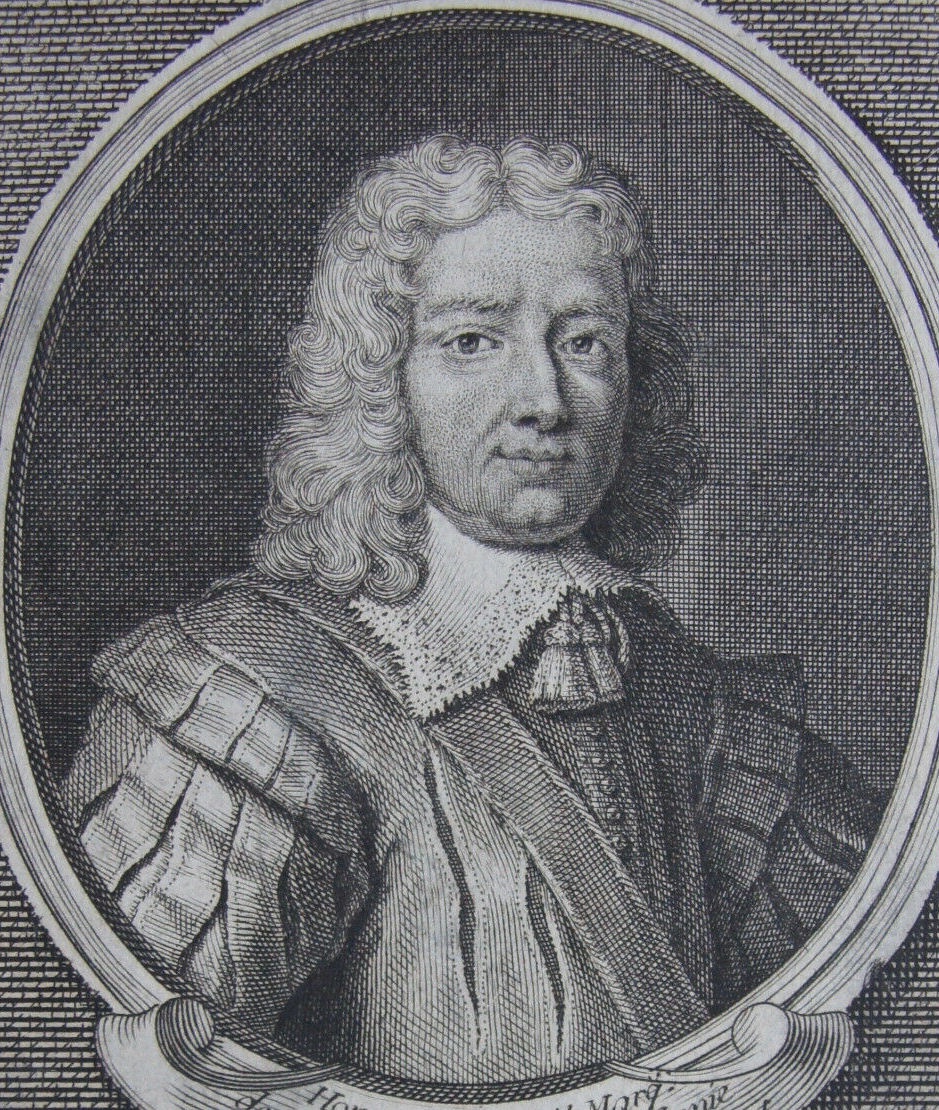
Honorat de Racan
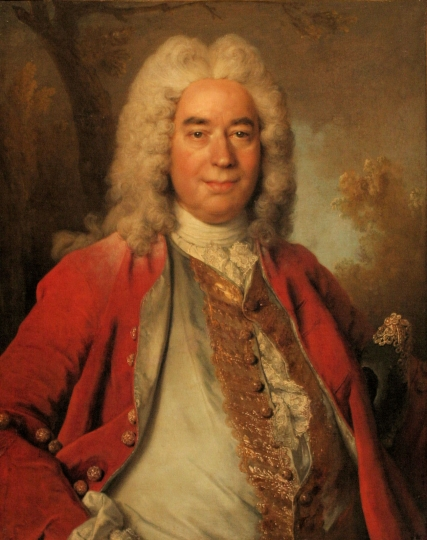
Philippe Néricault Destouches peint par N. de Largillière 1741
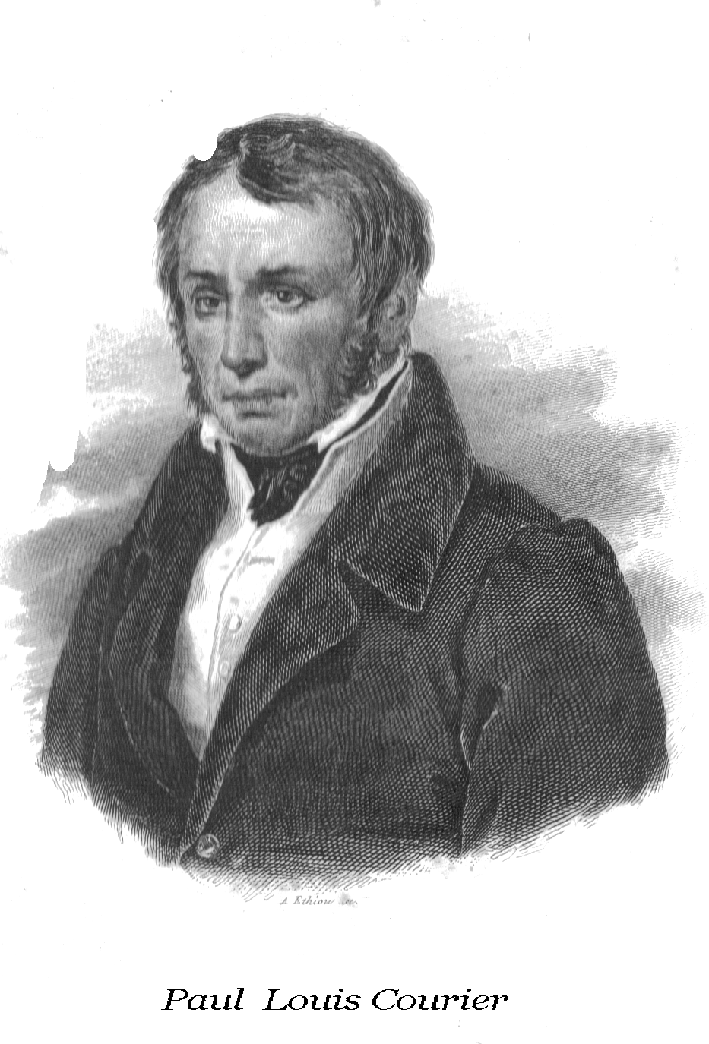
Paul-Louis Courier
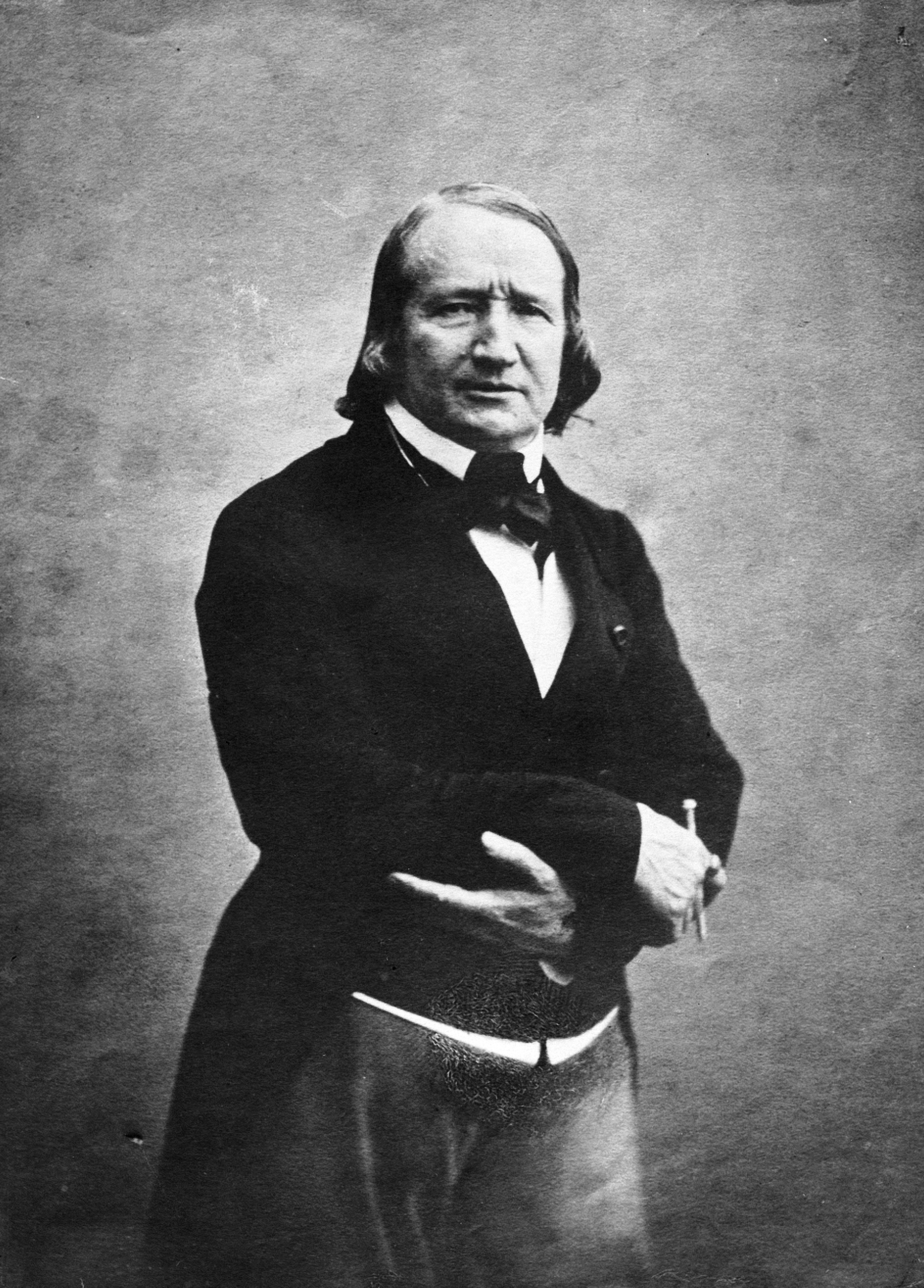
Alfred de Vigny par Félix Nadar
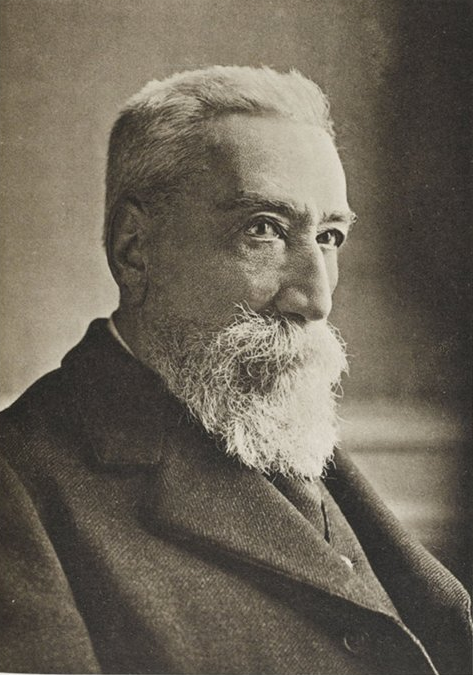
Anatole France
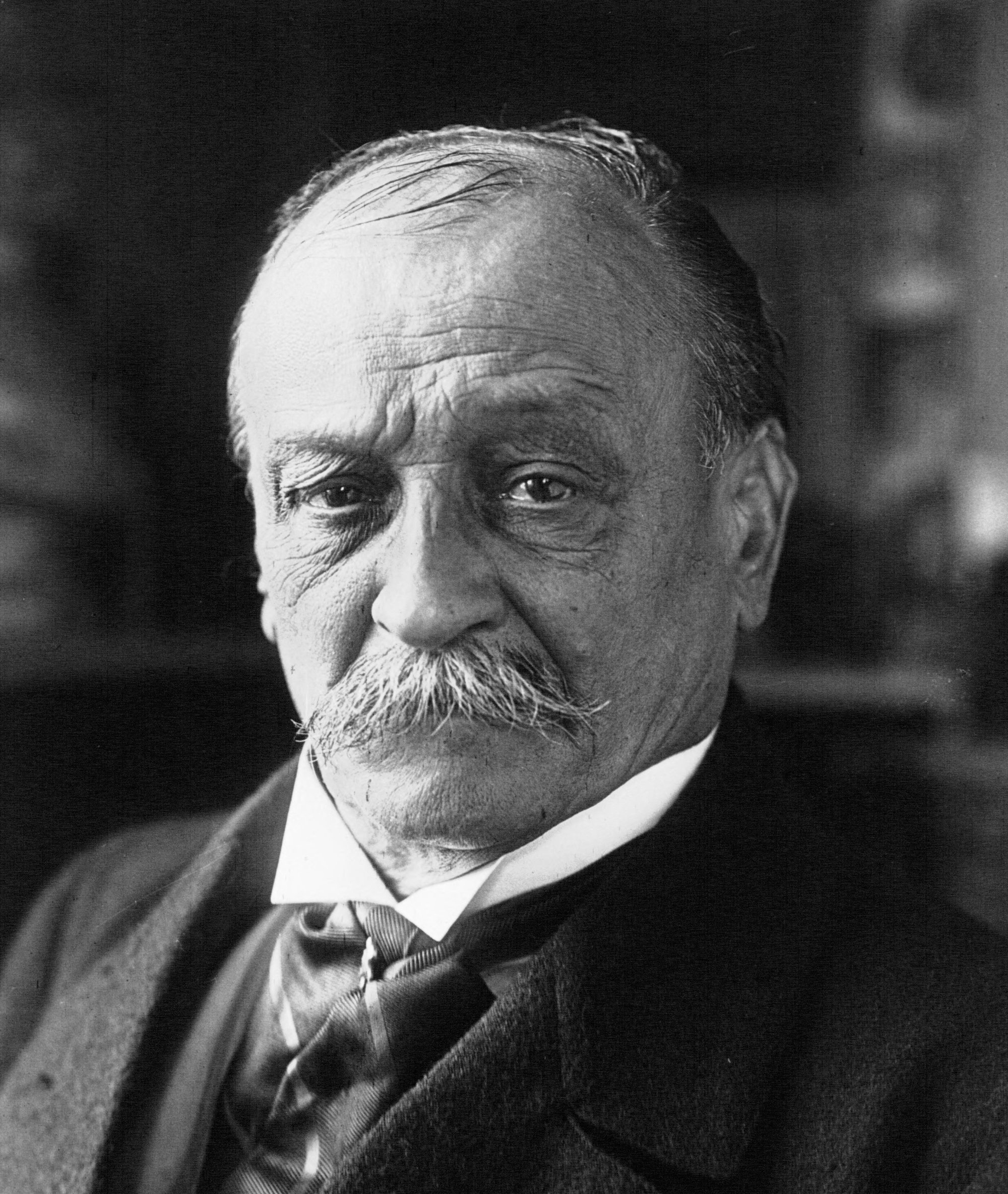
Georges Courteline
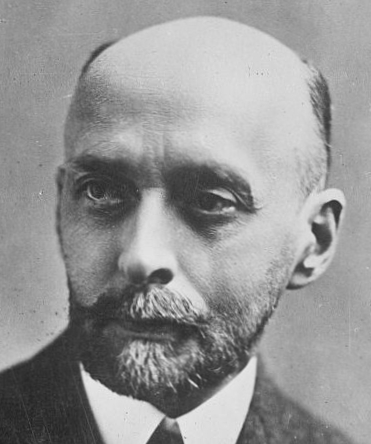
René Boylesve
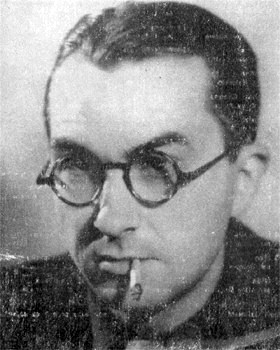
Paul Nizan
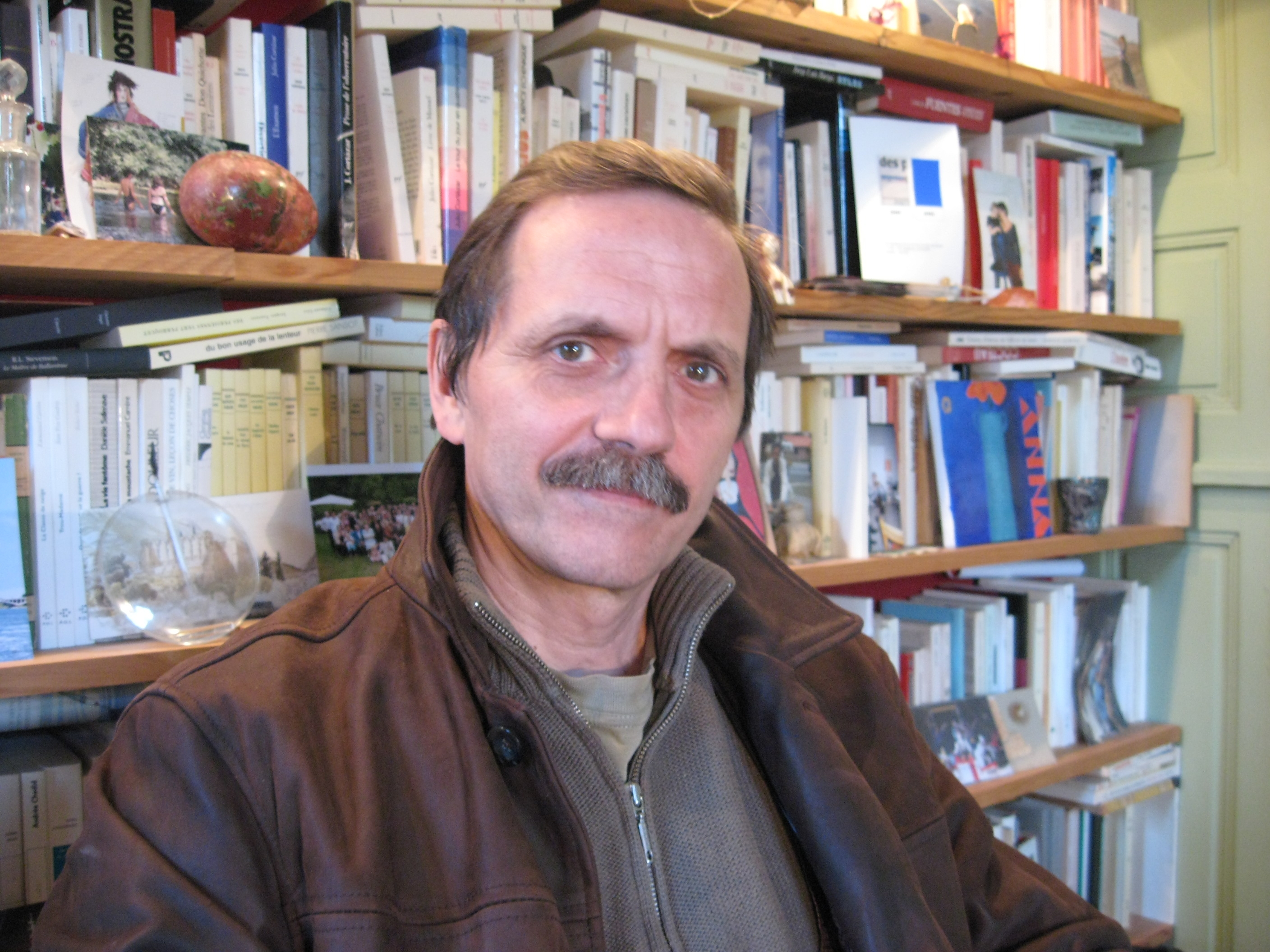
Jean-Marie Laclavetine
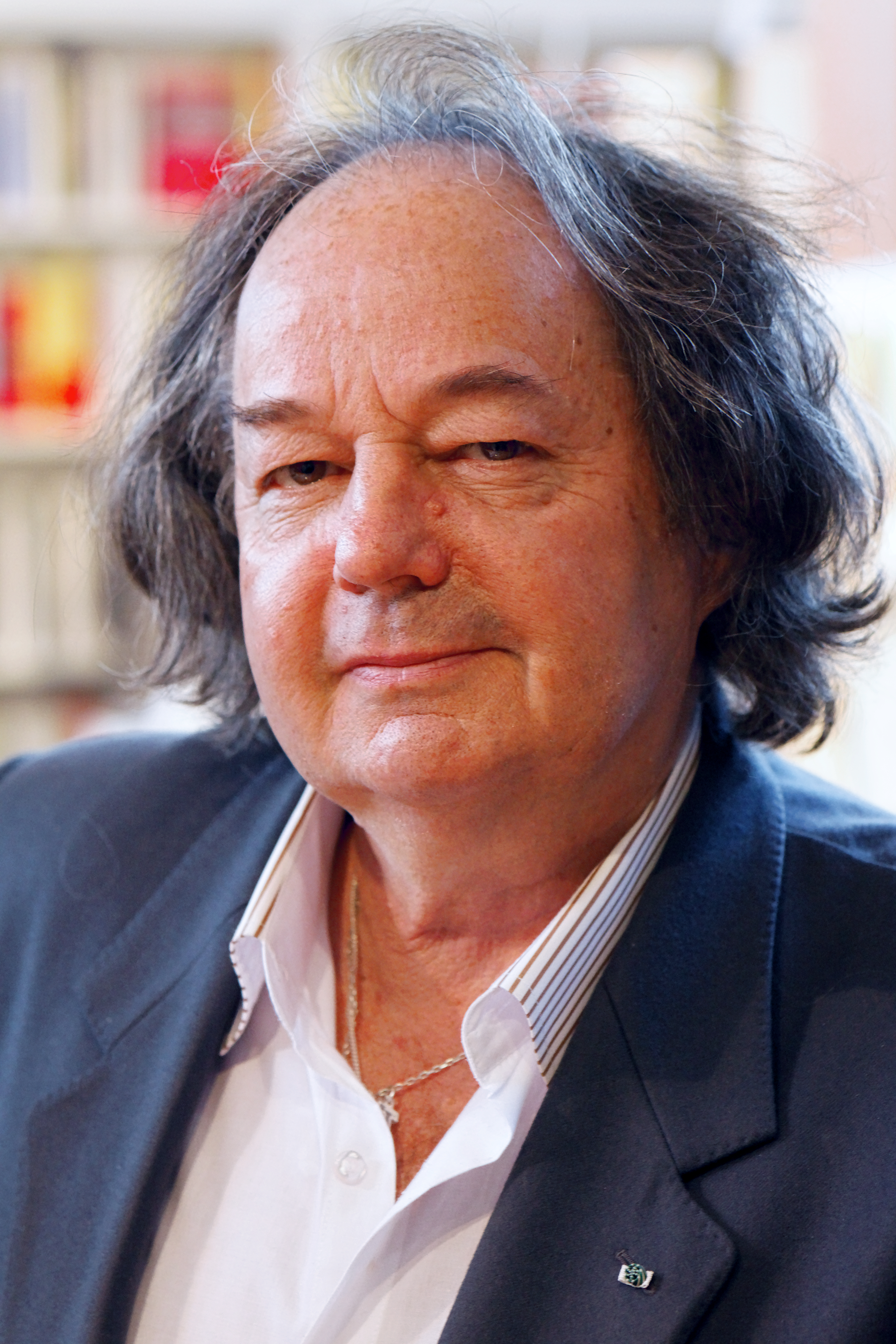
Gonzague Saint-Bris
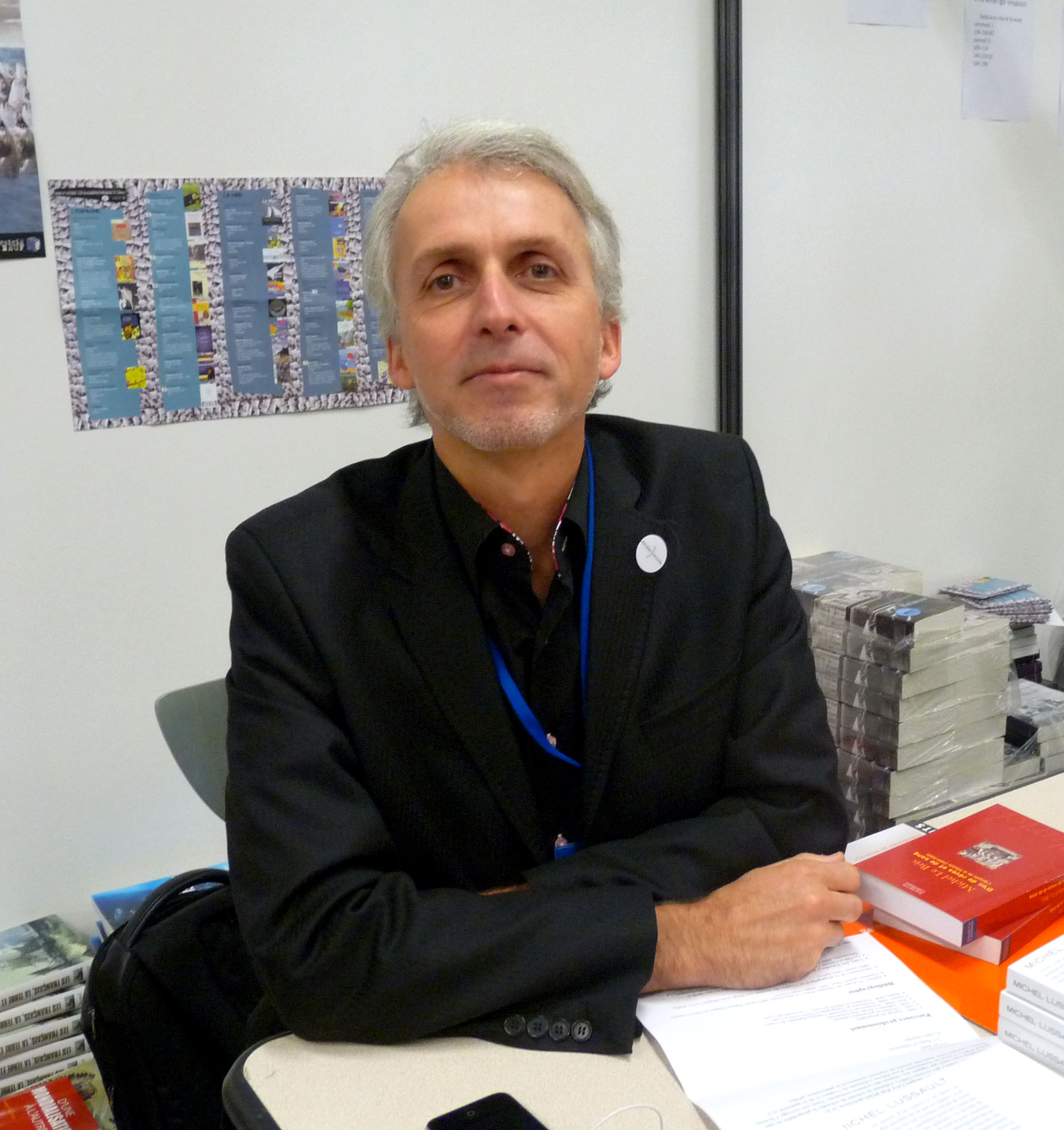
Michel Lussault

## Musiciens

### Musique ancienne, classique et savante
- Stéphane Béchy, claveciniste et organiste né en 1963, vécut en Touraine et à Tours de 1963 à 1991 et depuis 2022
- Charles Bordes, compositeur français, né à Vouvray, en Touraine, en 1863, mort à Toulon en 1909.
- Philippe Musard, compositeur français, né à Tours en 1792, mort à Paris en 1859.
- Jean Ockeghem, compositeur, né vers 1420, fut trésorier de l'abbaye Saint-Martin et mourut à Tours en 1497.
- Francis Poulenc, compositeur français (Paris 1899 - 1963), vécut en Touraine, Académie Francis-Poulenc à Tours.
- Jean-Michel Vaccaro, musicologue français, professeur à l'Université de Tours, directeur du Centre d'études supérieures de la Renaissance, fondateur et chef de l'Ensemble vocal universitaire de Tours, né en 1938, mort à Saint-Avertin en 1998.
- Bernard Zinck, violoniste et pédagogue français (né à Tours, le 30 mai 1965).

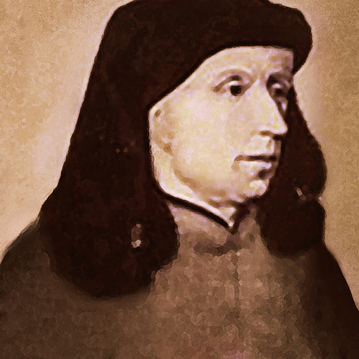
Jean Ockeghem
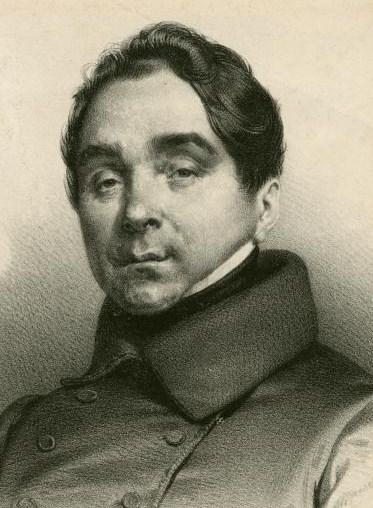
Philippe Musard
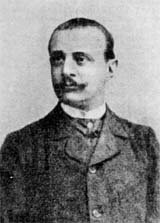
Charles Bordes
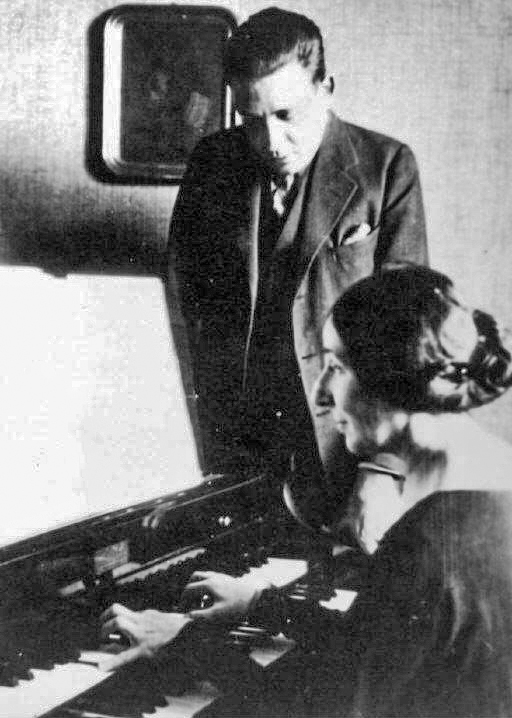
Francis Poulenc et Wanda Landowska

### Musiques dites actuelles, musiques amplifiées, chanson
- Ben l'Oncle Soul, chanteur, de son vrai nom Benjamin Duterde est né en 1984 à Tours.
- Biga Ranx, chanteur de reggae, est né et vit à Tours.
- Brahim, chanteur de reggae, est né à Saint-Pierre-des-Corps, dans la banlieue de Tours.
- Claire Diterzi chanteuse comédienne, est née à Tours en 1970.
- EZ3kiel, groupe d'électro dub formé en 1992.
- Gérard Blanchard chanteur et musicien, est né en 1953 à Saint-Pierre-des-Corps, dans la banlieue de Tours.
- Nâdiya, chanteuse française, qui est née en 1973 et a vécu son enfance à Tours.
- Sinclair chanteur né à Tours le 19 juillet 1970.
- Rubin Steiner, compositeur et musicien, est né à Tours en 1974.
- Les Wriggles de 1995 a 2018
- Zaz, née en 1980, chanteuse.
- Martin Delisle compositeur Sound designer, né à Tours en 1988

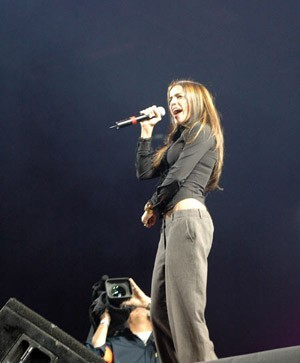
Nâdiya
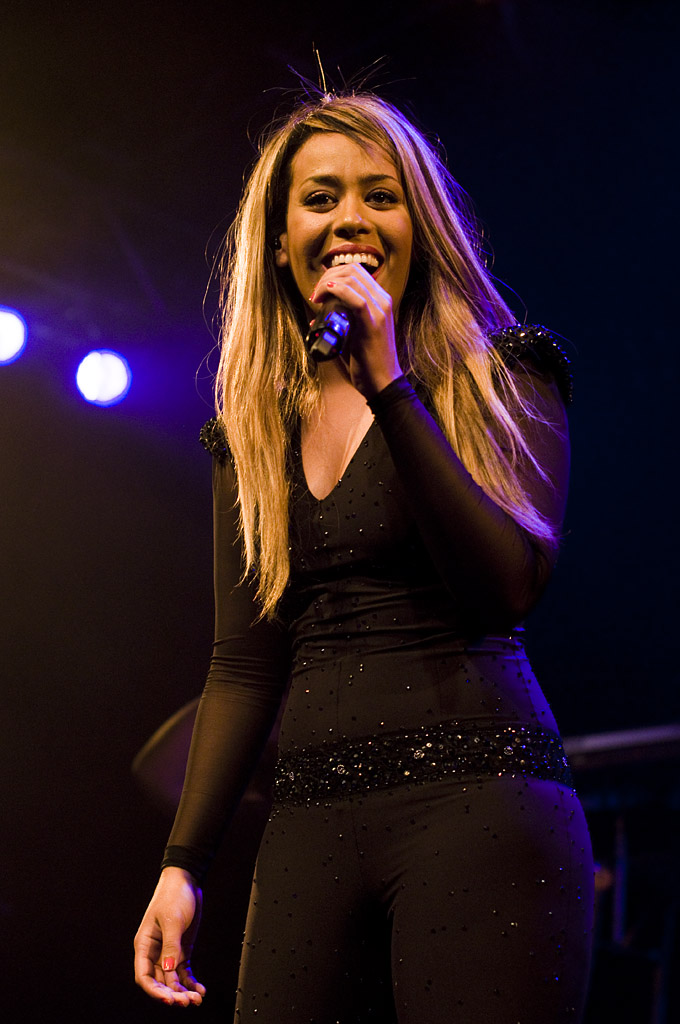
Amel Bent
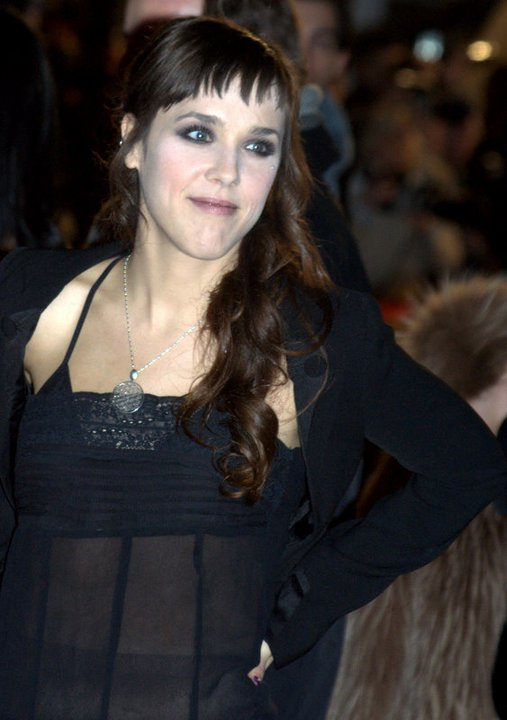
Zaz
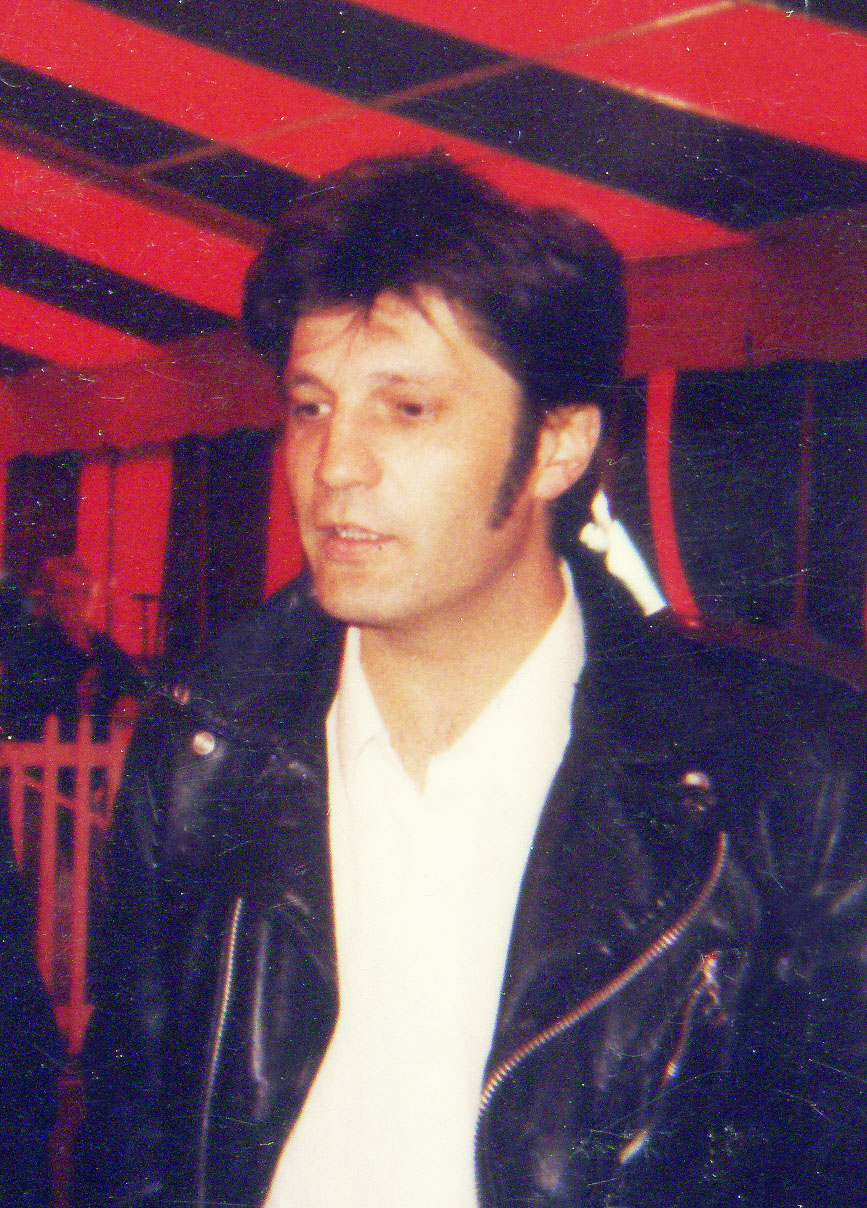
Gérard Blanchard

## Danseurs, chorégraphes
- Abderzak Houmi, chorégraphe et danseur.
- Jean-Christophe Maillot, comédien, chorégraphe et danseur né en 1960.
- Bernardo Montet, chorégraphe et danseur né en 1957.

## Art dramatique: metteurs en scène, dramaturgistes et comédiens du théâtre
- Gilles Bouillon, metteur en scène, ancien directeur du Nouvel Olympia.
- José Manuel Cano Lopez, metteur en scène, directeur du Plessis théâtres.
- Jean-Louis Dumont, metteur en scène, directeur du théâtre de l'Ante.
- Philipe Freslon, concepteur de spectacles, scénographe, metteur en scène, de la Compagnie Off.
- Vanasay Khamphommala, dramaturge et comédien(ne) queer, ayant longuement collaboré avec Jacques Vincey au Nouvel Olympia de Tours.
- Jacques Vincey, metteur en scène, directeur du Nouvel Olympia.
- Fabien Delisle, artiste né en 1963.

## Cinéma: réalisateurs, scénaristes et comédiens
- Jean-Hugues Anglade né en 1955 à Thouars, comédien et réalisateur, a passé son enfance à Tours.
- Mélanie Bernier, née en 1985 à Tours, comédienne, a passé son enfance et sa jeunesse à Veigné, puis s'est formée en région tourangelle.
- Catherine Bernstein, née 1964, réalisatrice et documentariste.
- Catherine Binet (1944-2006), cinéaste, compagne de Georges Perec, née à Tours.
- Bernard Campan, né en 1958 à Agen, acteur et réalisateur, a passé son enfance à Tours où son père était professeur d'italien.
- Jean Carmet (1920-1994), acteur né à Bourgueil.
- Jean Chalopin, producteur et scénariste né à Paris, a vécu à Tours.
- Antony Cordier né en 1973, scénariste et réalisateur.
- Bernard Deyriès vers 1950.
- Mustapha El Atrassi, né en 1985 à Saint-Doulchard, humoriste, animateur.
- Paul Fromet, (1863-1933) acteur.
- Paul Guers (1927-2016), acteur né à Tours.
- Patrice Leconte, né à Paris en 1947, réalisateur, a passé son enfance à Tours.
- Pascal Rabaté, né en 1961 à Tours, auteur de bandes dessinées et réalisateur.
- Thomas VDB né en 1977 à Abbeville, comédien, humoriste, journaliste, a été élève du Conservatoire de Tours.
- Jacques Villeret (1951-2005), né à Loches, fit ses études au lycée Descartes de Tours.

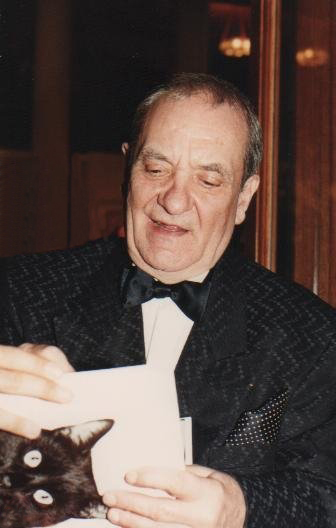
Jean Carmet
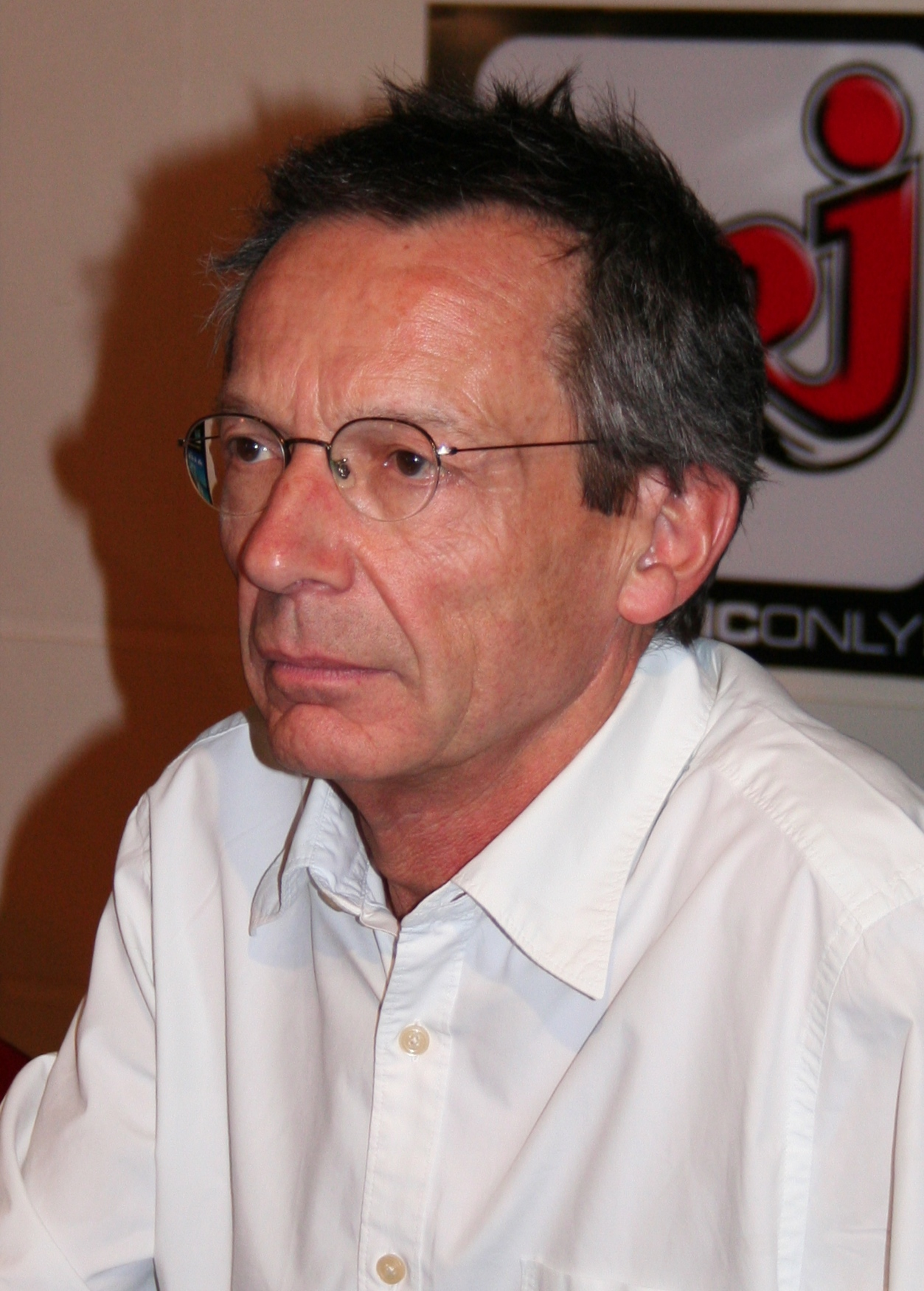
Patrice Leconte
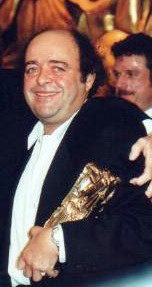
Jacques Villeret
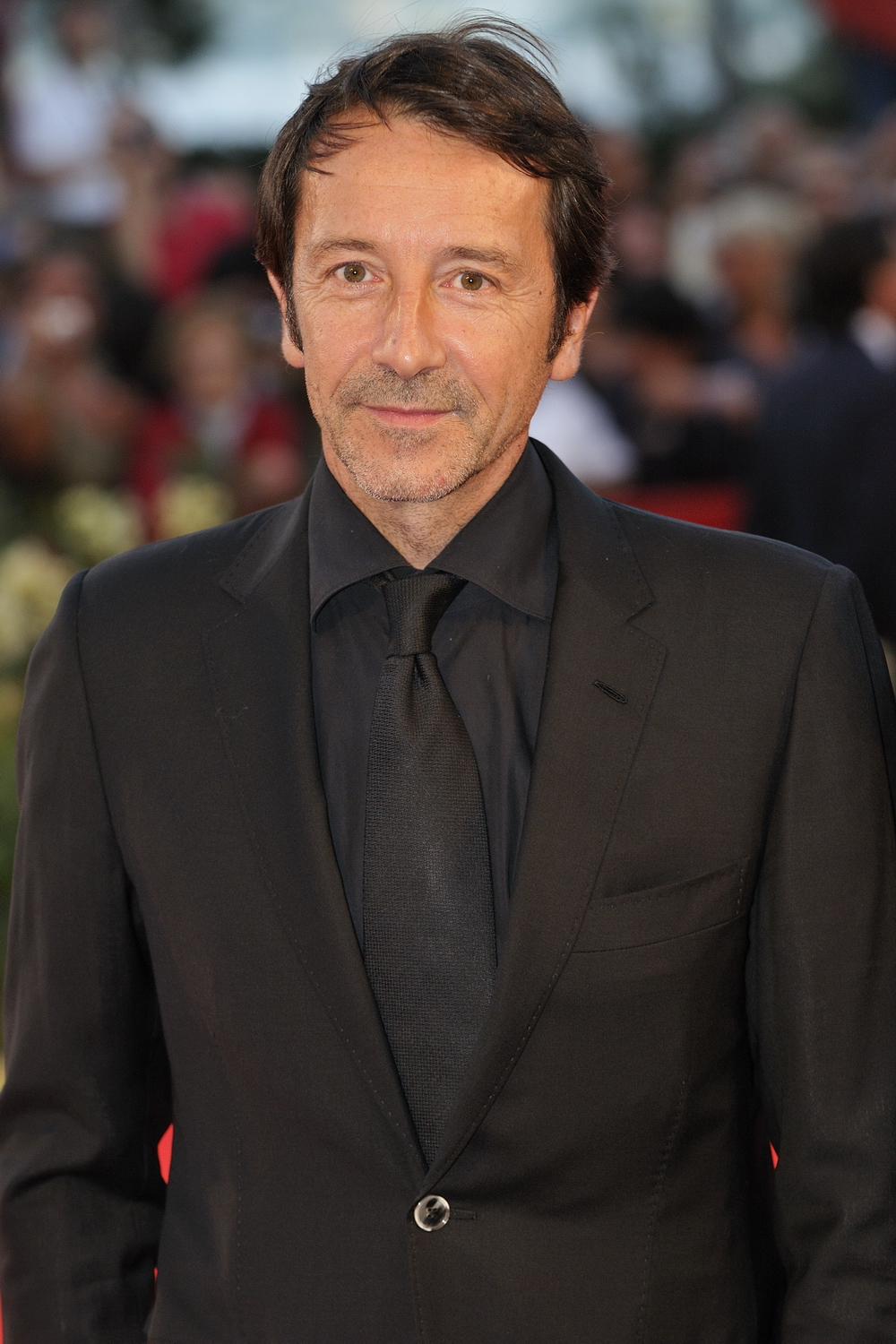
66e Festival de Venise (Mostra), Jean-Hugues Anglade
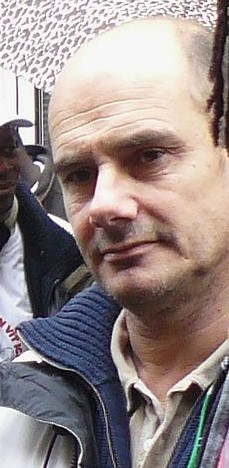
Bernard Campan

## Peintres, graveurs, sculpteurs, architectes, photographes et créateurs de BD
- Jean Abadie, peintre figuratif (1921-2010) né à Tarbes, étudiant aux Beaux-Arts de Toulouse, grand prix de New-York, peintre officiel des Armées, professeur à l'École Brassart de Tours.
- Jef Aérosol, né à Nantes en 1957, peintre pochoiriste, a commencé sa carrière d'artiste urbain à Tours en 1982.
- Camille Alaphilippe (1874-1934), sculpteur né à Tours.
- Clo Baril (1932-2014), peintre non-figurative.
- Catherine Barthélémy (née en 1951), peintre non-figurative.
- René Baudichon (1878 Tours-1963 Paris) est un sculpteur et médailliste français.
- Pierre Boille (1914-1995), architecte tourangeau responsable de la réhabilitation du Vieux-Tours.
- Abraham Bosse, graveur et théoricien d'art français, né à Tours en 1604, mort à Paris en 1676.
- Jean Bourdichon (1457 ou 1459-1521), peintre et enlumineur.
- Hervé Bourhis, auteur de bandes dessinées et illustrateur, né en 1974 à Chambray-lès-Tours, près de Tours.
- Alexander Calder (1898 Philadelphie-1976 New York), sculpteur américain, s'installe à Saché en 1962.
- Louis-François Cassas, peintre orientaliste français, est né à Azay-le-Ferron en 1756, alors que cette commune appartenait encore à la province de Touraine.
- Fred Chabot, sculpteur, né à Tours en 1966.
- Christopher (né en 1969), auteur de bandes dessinées, vit à Tours.
- François Clouet, peintre né à Tours vers 1515.
- James Coignard (1925-2008), peintre et graveur.
- Michel Colombe, sculpteur français (Berry ou Bourbonnais v. 1430 - Tours v. 1513).
- Véronique Coulon (née à Tours en 1962), peintre abstraite proche de Zao Wou-Ki.
- Édouard Debat-Ponsan (1847-1913), peintre acquis à l’impressionnisme à la faveur de son installation en Touraine.
- Olivier Debré (1920-1999), peintre.
- Georges Delpérier (1865-1936), sculpteur.
- Jacques Delpy (né en 1938), peintre non-figuratif.
- Laurence Dréano (née en 1971), sculptrice.
- Max Ernst (1891 Brühl-1976 Paris), peintre et sculpteur allemand naturalisé américain, a résidé à Huismes de 1955 à 1963.
- Jehan Fouquet, peintre et miniaturiste français (Tours, v. 1415/1420 - Tours, entre 1478/1481) ; maître de l'École de Tours.
- Camille Garand (1879 Nouans-les-Fontaines-1979 Tours), sculpteur et statuaire français.
- Rose Marguerite Guillaume (1871-1947), peintre.
- Jacques Halbert (né à Bourgueil en 1955), plasticien.
- Michèle Irailau (née en 1937), peintre abstraite.
- Paul Jeuffrain (1809-1896), photographe.
- Raoul Josset (1899 Tours-1957) est un sculpteur[1] qui travaillé aux États-Unis à partir de 1933.
- Camille-Léopold Lahaire (1849-19..?), dessinateur, peintre et lithographe né à Tours.
- Victor Laloux (1850-1937), architecte qui a construit la gare d'Orsay (devenue musée d'Orsay), la gare de Tours, l'hôtel de ville de Tours, et la basilique Saint-Martin (style néo-byzantin).
- Armand Langlois (né en 1947, peintre et plasticien en Touraine depuis 1977.
- Patrick Lanneau (né en 1951), peintre, dessinateur, lithographe et vidéaste.
- Emmanuel Lansyer (1835 Île de Bouin-1893 Paris), peintre, séjournait fréquemment à Loches, où il avait hérité une maison de mère, aujourd'hui transformée en musée.
- Camille Lefèvre, architecte, élève du précédent, prix de Rome, né à Tours en 1876, il a donné son nom à une rue de la ville.
- Jean-Marc Lelong (1949-2004) auteur de bandes dessinées (Carmen Cru), né à Tours.
- Jérémie Le Pileur, peintre tourangeau du XVIIe siècle (dates précises inconnues).
- Luz  (né en 1972 à Tours), dessinateur satirique à Charlie Hebdo et Fluide glacial.
- Marinette Mathieu (1903-2002), peintre et plasticienne (abstraction lyrique).
- Olivier Morel (né en 1973 à Tours) dit Relom, auteur de bandes dessinées.
- Clémentine Odier (née en 1956), peintre et plasticienne.
- Piem (né en 1923), dessinateur et caricaturiste, s’est retiré dans l’agglomération tourangelle.
- Jean Poyer (mort en 1503), peintre et enlumineur.
- Léon Rohard (1836-1882), architecte du Grand théâtre, mort à Tours.
- Louis Rollet (1895-1988), peintre, mort à Tours.
- François Sicard (1862-1934), sculpteur né à Tours.
- Coco Téxèdre (née en 1953), peintre et plasticienne.
- Henri Varenne (1860-1933), sculpteur.
- Léonard de Vinci, peintre, sculpteur, architecte, musicien, ingénieur, finira ses jours à Amboise en 1519.
- Claude Vignon (1593-1670), peintre, graveur et illustrateur baroque.
- Jacques Voyet (1927-2010), peintre proche de Balthus.

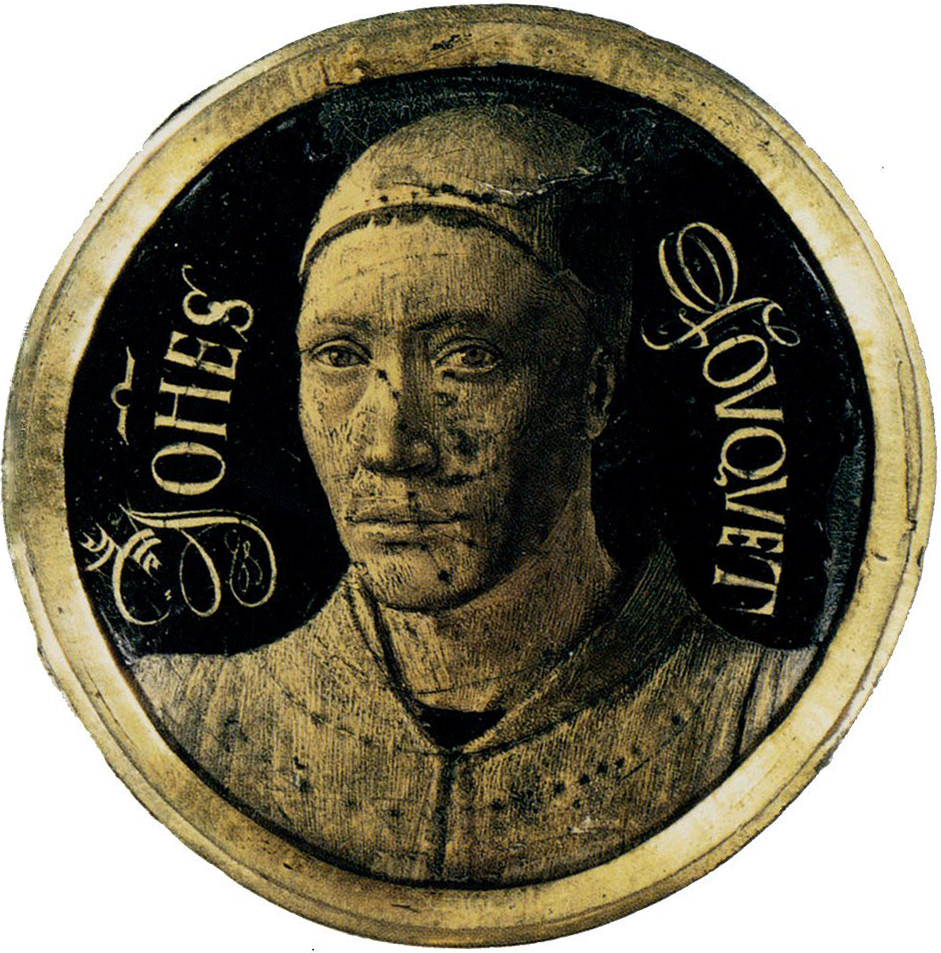
Jehan Fouquet
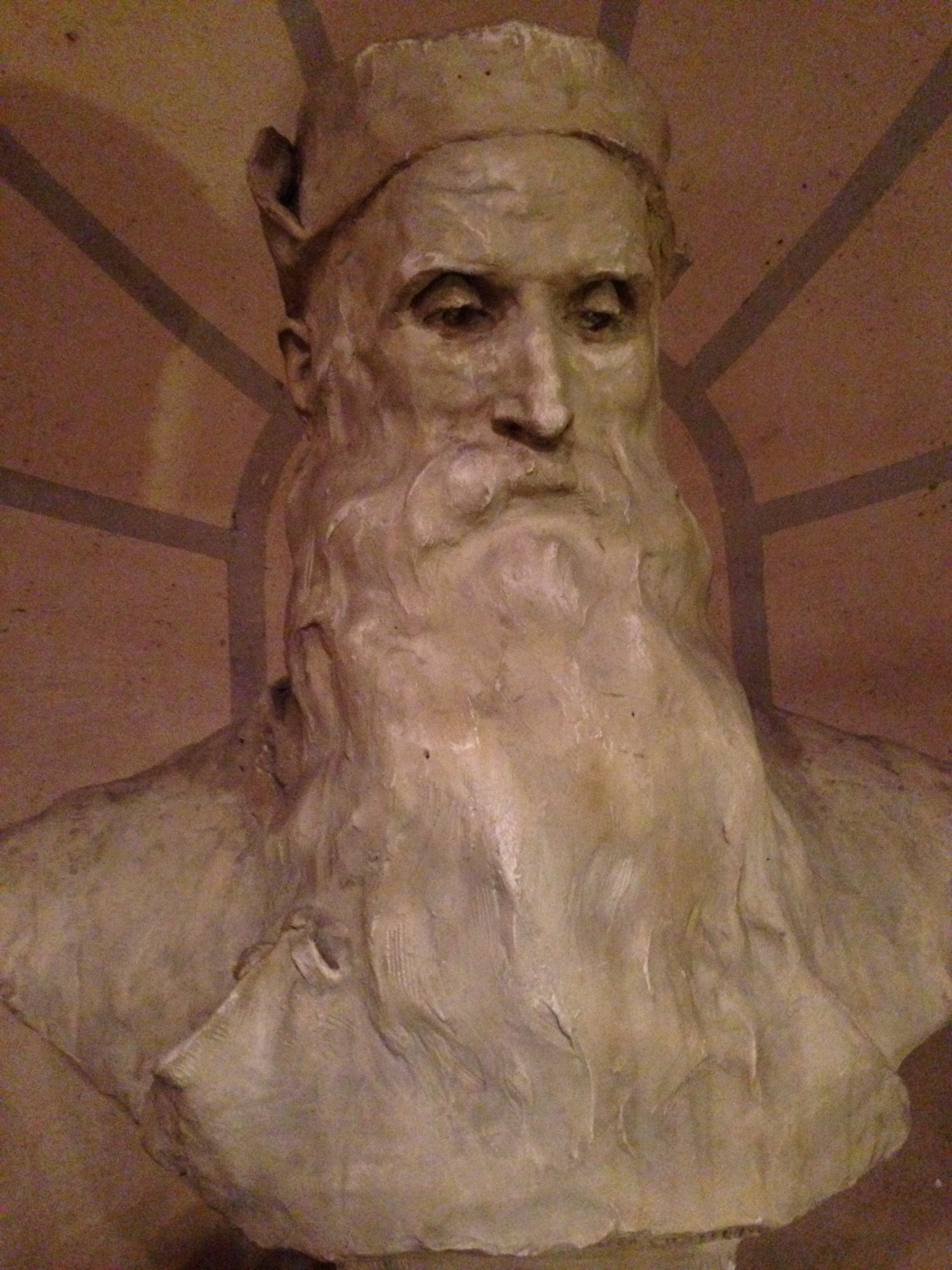
Michel Colombe
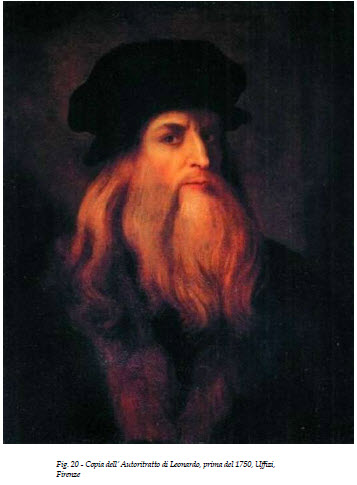
Leonardo da Vinci, LUCAN
François Clouet
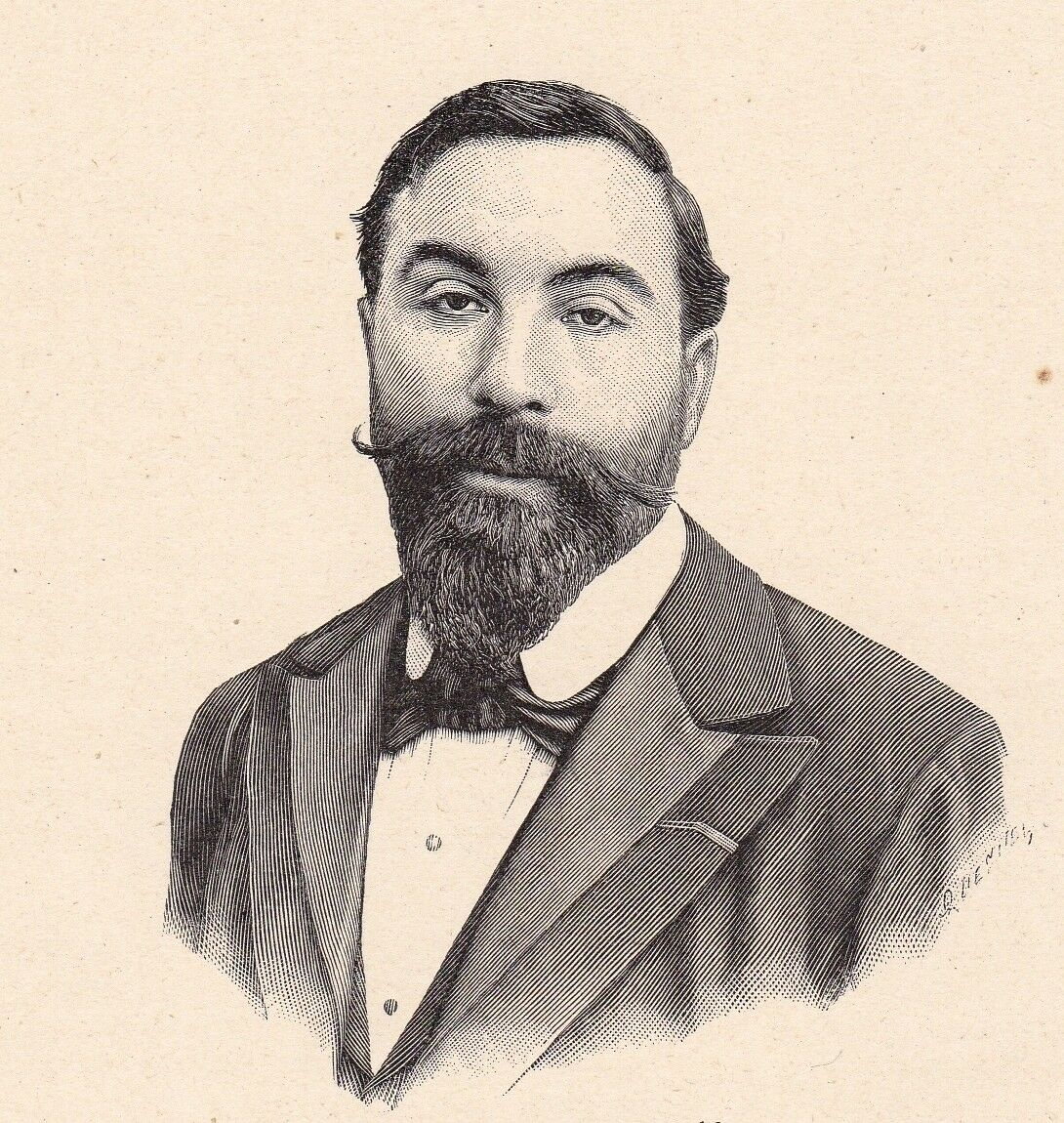
François Sicard
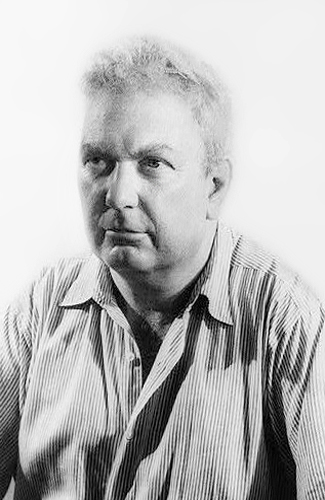
A. Calder par Carl Van Vechten
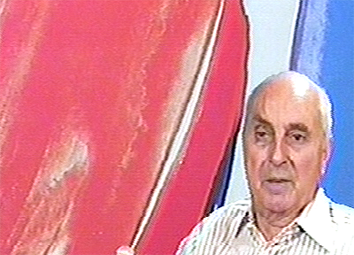
Olivier Debré

## Médias
- Marie-Laure Augry née à Tours.
- Jean-Daniel Beauvallet, journaliste aux inrockuptibles
- Serge de Beketch (1946-2007), journaliste né à Tours.
- Jean-Baptiste Boursier, ancien animateur sur TV Tours.
- Jean-Daniel Flaysakier, né à Tours médecin et journaliste médical (France 2)
- Claire Fournier (1972), journaliste de télévision, née à Tours.
- Florent Gautreau (1975), grand reporter, journaliste à France 2 et RMC.
- Ariane Massenet
- Jean-Claude Narcy né à Tours.
- Catherine Nay, chroniqueuse et journaliste
- Laurent Petitguillaume
- Anne-Gaëlle Riccio (1978), coprésentatrice de Fort Boyard
- Harry Roselmack né à Tours, a fait ses études à l'Institut de journalisme de Tours.
- Emmanuel Tellier, journaliste à Télérama
- Arnaud Viviant, journaliste aux inrockuptibles

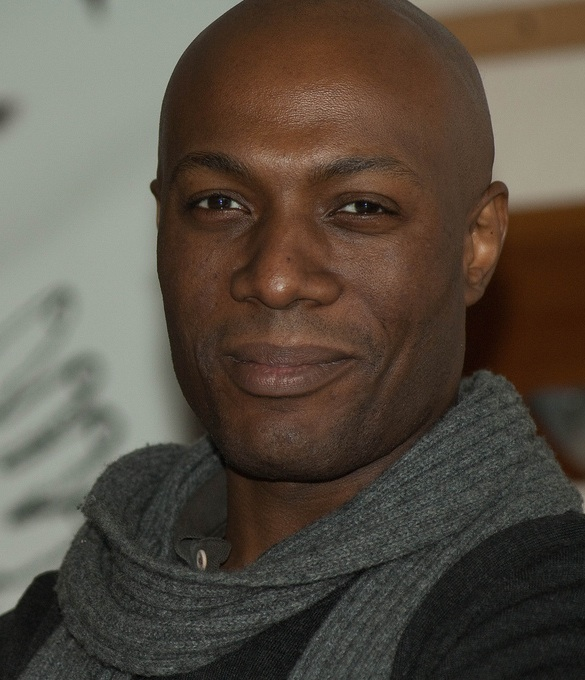
Harry Roselmack

## Sportifs
- Adam Ounas, né à Tours, footballeur jouant a Lille.
- Vladimir Alekno, (1966-) ancien joueur désormais entraîneur franco-biélorusse de volley-ball
- Alphonse Joseph Alexis Baugé, coureur cycliste, journaliste, directeur sportif, y naquit en 1873.
- Stéphane Bolze (1961 -) entrepreneur à Tours, pilote de montgolfière de compétition, championnat d'Europe, 3e au championnat du monde.
- Sonia Bompastor, fait ses débuts à Tours, footballeuse internationale, huit fois championne de France
- Laurent Bonnart, footballeur ayant évolué à l'Olympique de Marseille, né à Chambray-lès-Tours.
- Morgan Bourc'his, apnéiste.
- Florent Brard, coureur cycliste.
- Gaëtan Charbonnier, footballeur au MHSC, ayant joué au Tours FC dans les catégories minimes.
- Jérôme Clavier, perchiste né à Chambray-lès-Tours.
- Stéphane et Wilfried Dalmat, tous deux footballeurs professionnels, nés à Tours.
- Jean-Pierre Danguillaume, coureur cycliste né à Joué-lès-Tours
- Abdou Diallo, né à Tours, en 1996, footballeur au PSG.
- Ibrahima Diallo, né à Tours, en 1999, footballeur du Stade Brestois.
- Mathieu Dossevi, footballeur né à Chambray-lès-Tours, ayant joué au Tours FC et évoluant aujourd'hui au VAFC.
- Xavier Gravelaine né à Tours.
- Muriel Hermine, championne de natation a grandi et vécu à Joué les Tours.
- Jonathan Hivert, cycliste professionnel
- Jean-Sébastien Jaurès, footballeur.
- Raphaël Lakafia, rugbyman
- Bernard Lama, ancien footballeur, né à Tours en 1963.
- Cyril Lemoine, cycliste professionnel
- Philippe Levève (né en 1964), footballeur français, est né à Tours.
- Frédéric Magné, coureur cycliste.
- Michael Milon, karatéka.
- Sylvain Moreau, ancien coureur antillais, exerçant ses entraînements à Tours
- Damien Neveu, rugbyman
- Josselin Ouanna, joueur de tennis.
- Vincent Pelluard, BMX, né à Joué lès Tours, Champion de France Elite 2013
- Guillaume Philippon, Athlète.
- David Ramard, Athlète.
- Nicolas Rousseau, cycliste professionnel
- Jérémy Roy, cycliste professionnel à la Française des Jeux, vice-champion d'Europe Espoir en 2003, formé à Saint-Cyr-sur-Loire et né à Tours.
- Maxime Sauvé, joueur de hockey sur glace canadien né à Tours en 1990.
- Mikaël Silvestre footballeur international français évoluant à Manchester United.
- Thierry Tulasne, joueur de tennis

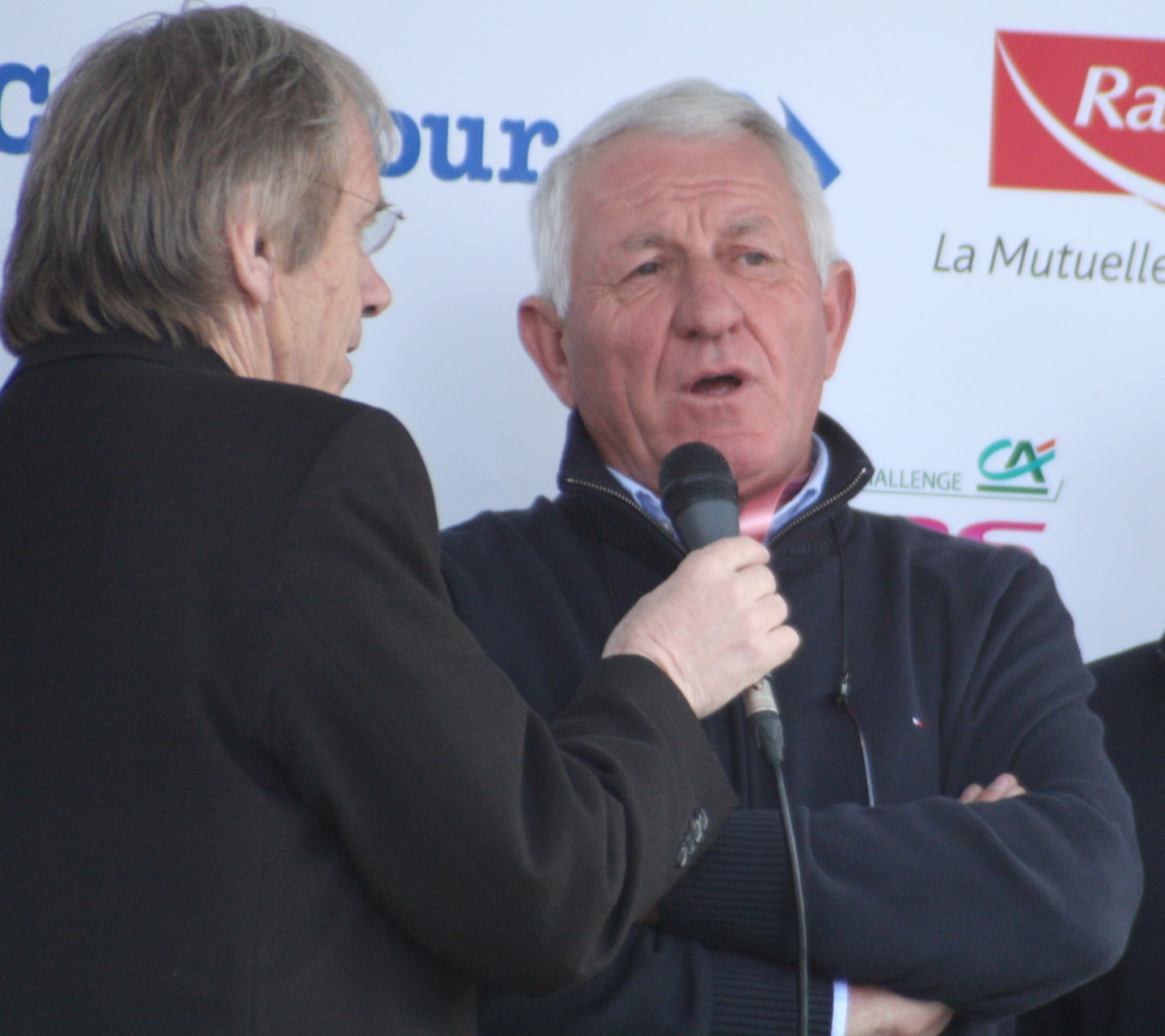
Interview de Jean-Pierre Danguillaume
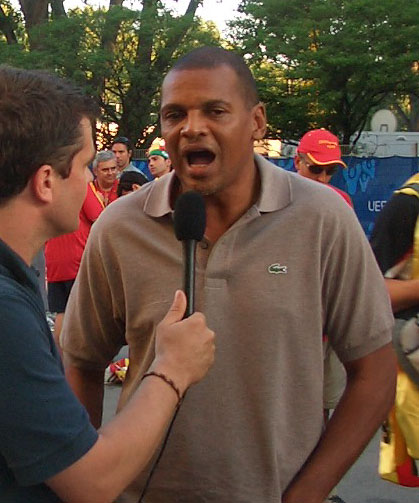
Bernard Lama
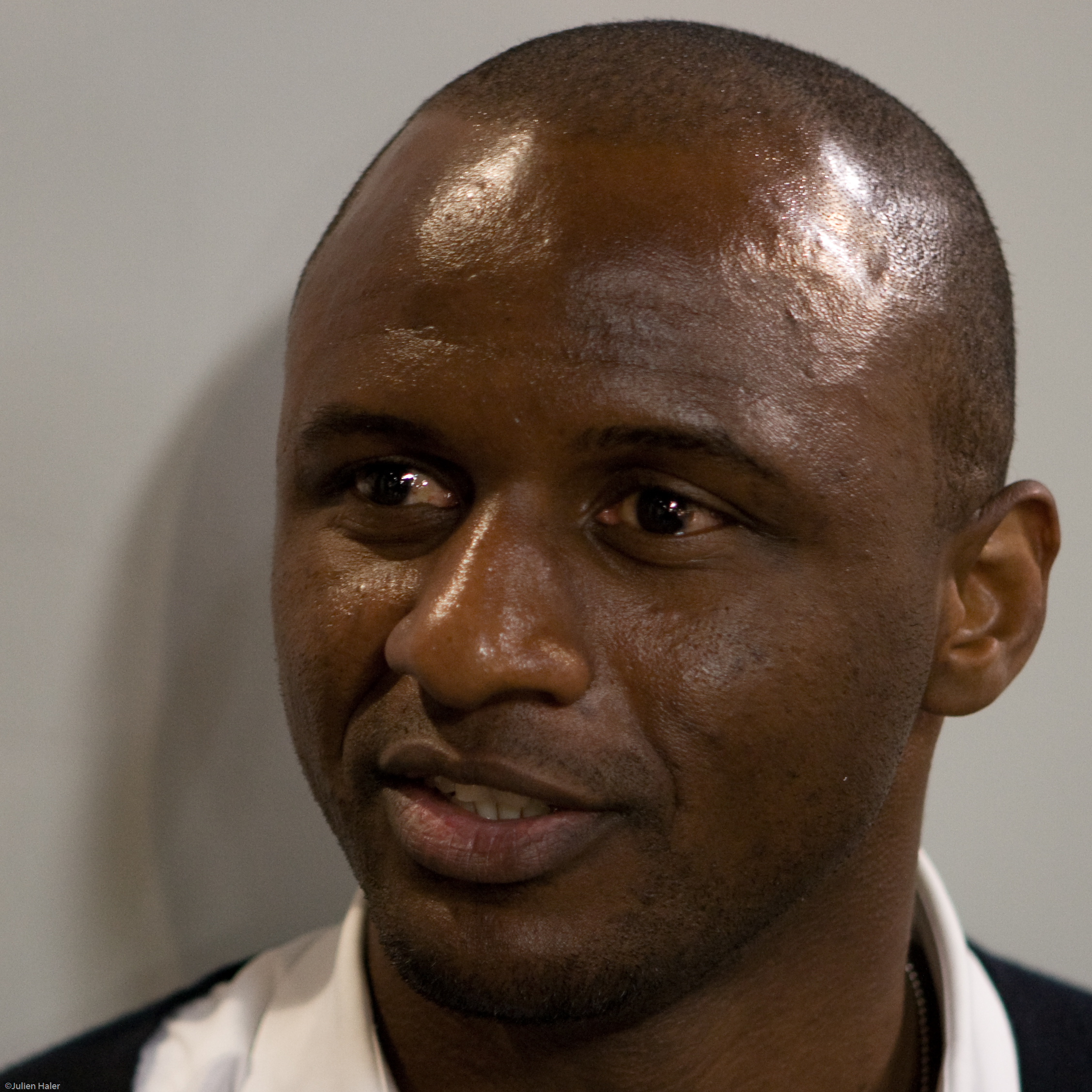
Patrick Vieira
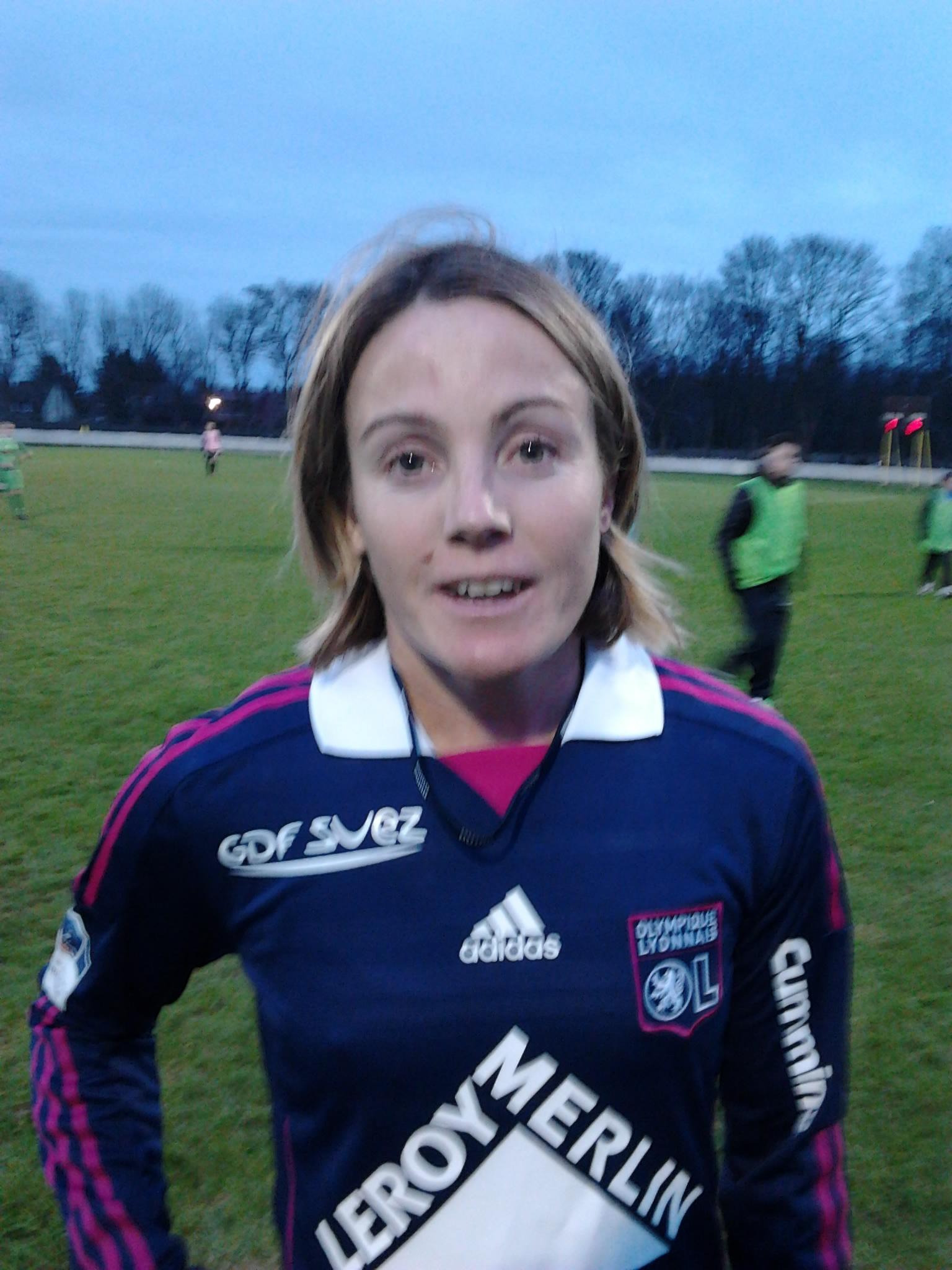
Sonia Bompastor, championne de France

## Scientifiques et économistes
- Yves Chauvin, prix Nobel de chimie en 2005.
- René Descartes (1596-1650), mathématicien, physicien, logicien, philosophe.
- Félix Dujardin (Tours 1801 - Rennes 1860) : naturaliste français, il a notamment décrit le cytoplasme cellulaire.
- Gabriel Lamé, mathématicien né à Tours en 1795, mort en 1870.
- Claudie Marcel-Dubois, née à Tours en 1913, morte en 1989, pionnière de l'ethnomusicologie en France.
- Laurent Mekies, ingénieur, né à Tours en 1977
- Général Jean-Baptiste Marie Meusnier de La Place (1754-1793), physicien, ingénieur.
- Henry Normand (entomologiste) (1868-1959).
- Thomas Piketty (né en 1971), économiste, a été élève du lycée Descartes de Tours.
- Léonard de Vinci habite à Amboise de 1516 à 1519.

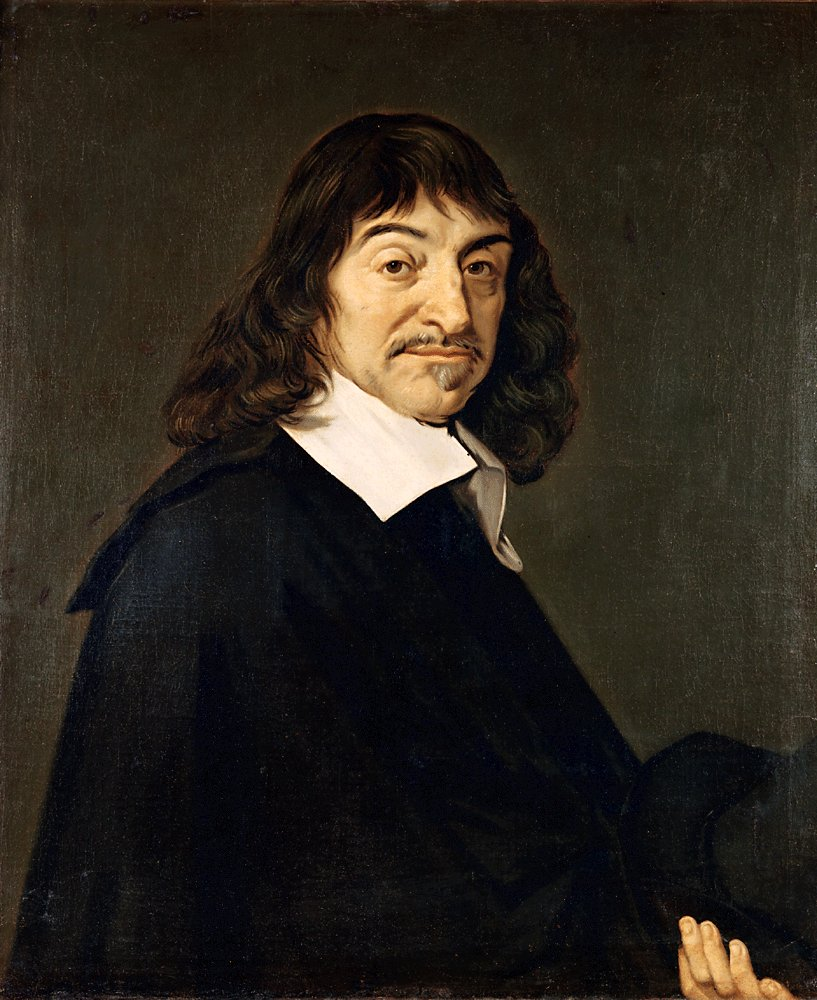
René Descartes par Frans Hals
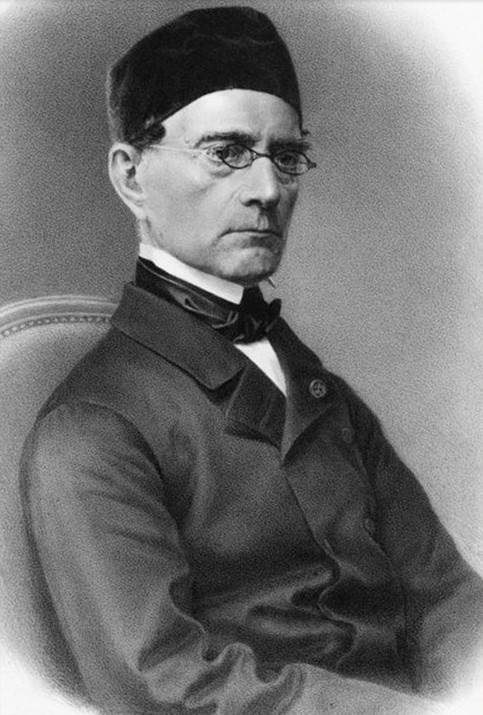
Gabriel Lamé
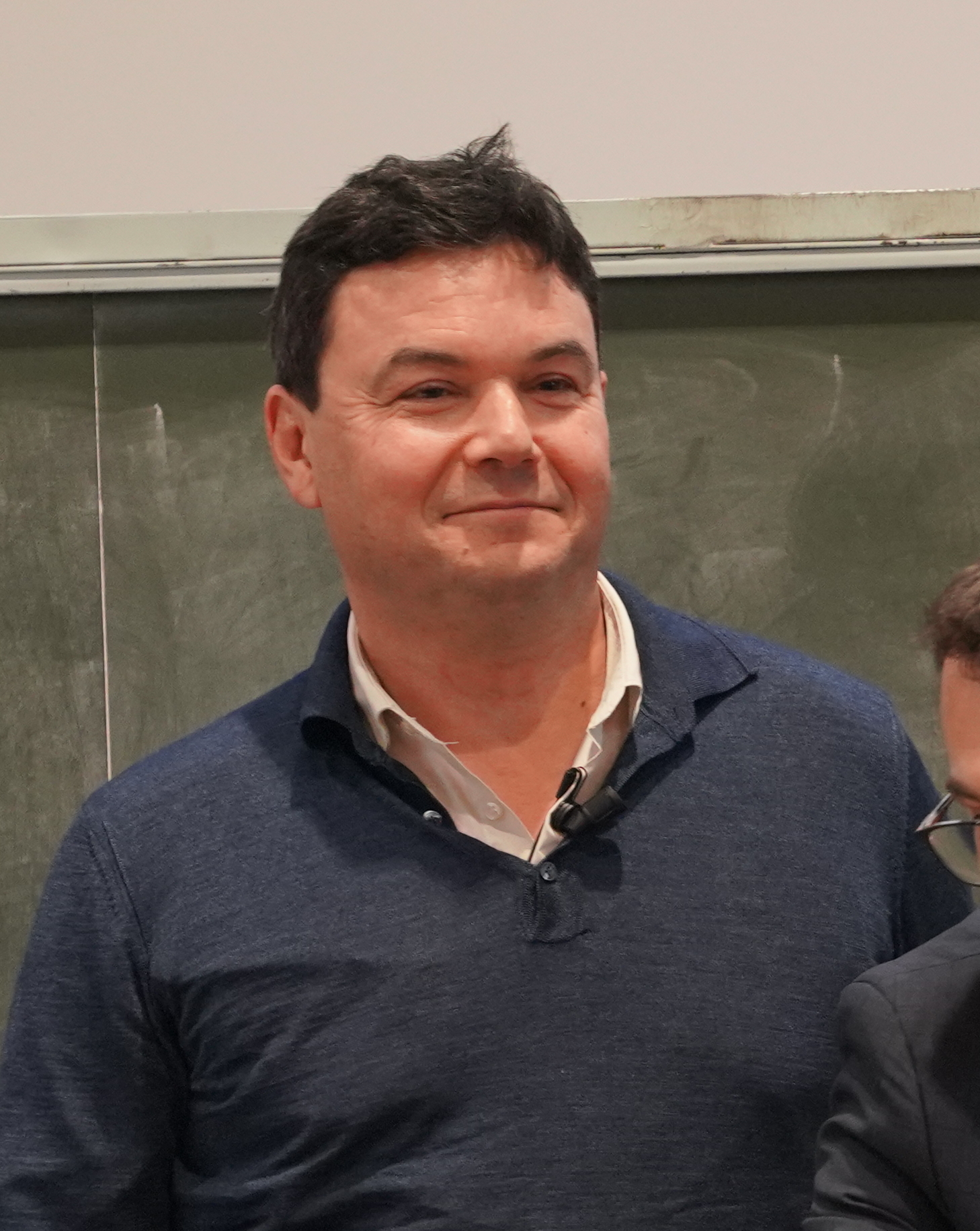
Thomas Piketty

## Médecins
- Émile Aron (1907-2011)
- Catherine Barthélémy chercheuse sur l'autisme
- Pierre Bretonneau (1778-1862), médecin-en-chef de l'hôpital de Tours.
- Pierre Gandet (1922-2008), médecin tourangeau, résistant et acteur de l'humanitaire.
- Nicolas Heurteloup (1750-1812), chirurgien en chef de la Grande Armée, est né à Tours.
- Frédéric Le Clerc (1810-1891), est né à Tours.
- Louis-René-Luc Leclerc, médecin-en-chef de l'hôpital de Tours, fonction qu'il partageait avec Bretonneau.
- Philippe Maupas (1939-1981) et son équipe de la Faculté de médecine de Tours découvrirent le vaccin de l'hépatite B en 1975.
- Jean Origet (1749-1828), restaurateur de l'hôtel-Dieu de Tours, cité ès qualités par Balzac dans Le Lys dans la vallée.
- Louis Tonnellé, né à Tours en 1803 et mort en 1860, un des créateurs officiels de l'École de médecine et de pharmacie de Tours.
- Armand Trousseau y naquit le 14 octobre 1801 et fut candidat pour succéder à l'hôpital de Tours au docteur Mignot ; ami de Velpeau et élève comme lui de Bretonneau.
- Alfred Louis Armand Velpeau (1797-1863), né en Touraine et élève de Bretonneau.

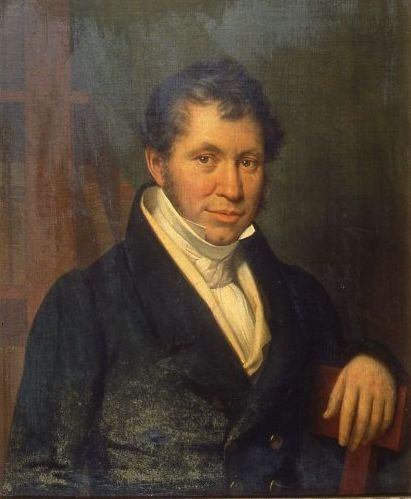
Pierre Bretonneau
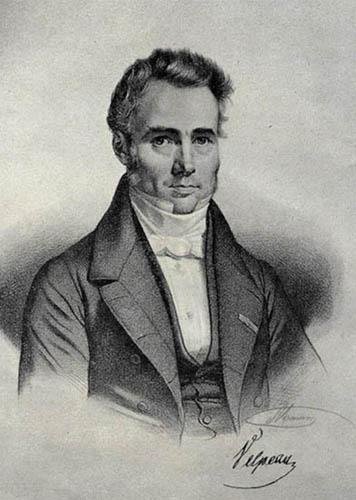
Alfred Velpeau
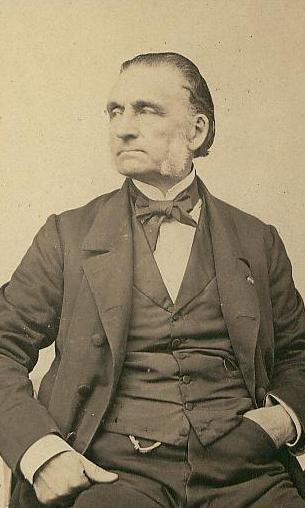
Armand Trousseau

## Inventeurs
- Julien Le Roy, horloger du XVIIIe siècle, né à Tours en 1686. Il perfectionna le compensateur des pendules et inventa les horloges publiques dites « horizontales ».

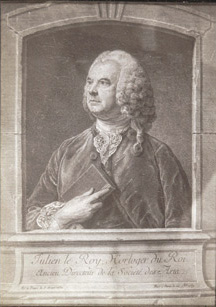
gravure, Julien Le Roy

## Industriels et chefs d'entreprise
- Pierre Bacot (1671-1730), né à Tours, huguenot émigré en Caroline du Sud où il est devenu planteur et a fait souche.
- Émile Delahaye, constructeur automobile, fondateur de la marque Delahaye, né à Tours en 1843, mort en 1905.
- Jean Gobin, homme d'affaires, né à Tours en 1646, mort à Québec en 1703.
- Ernest Goüin (1815-1885), né à Tours, est un entrepreneur, ingénieur polytechnicien, constructeur de locomotives et d'ouvrages d'arts métalliques. Il crée en 1846 la société Ernest Goüin et Cie, qu'il fait évoluer en Société de construction des Batignolles (aujourd'hui Spie Batignolles). Son nom figure sur la tour Eiffel.
- Alfred Mame, maison d'édition, imprimeur.
- Armand Moisant né et décédé à Neuillé-Pont-Pierre (1838-1906), ingénieur-constructeur, notamment constructeur de la gare de Lyon et du Bon Marché à Paris

Ernest Goüin
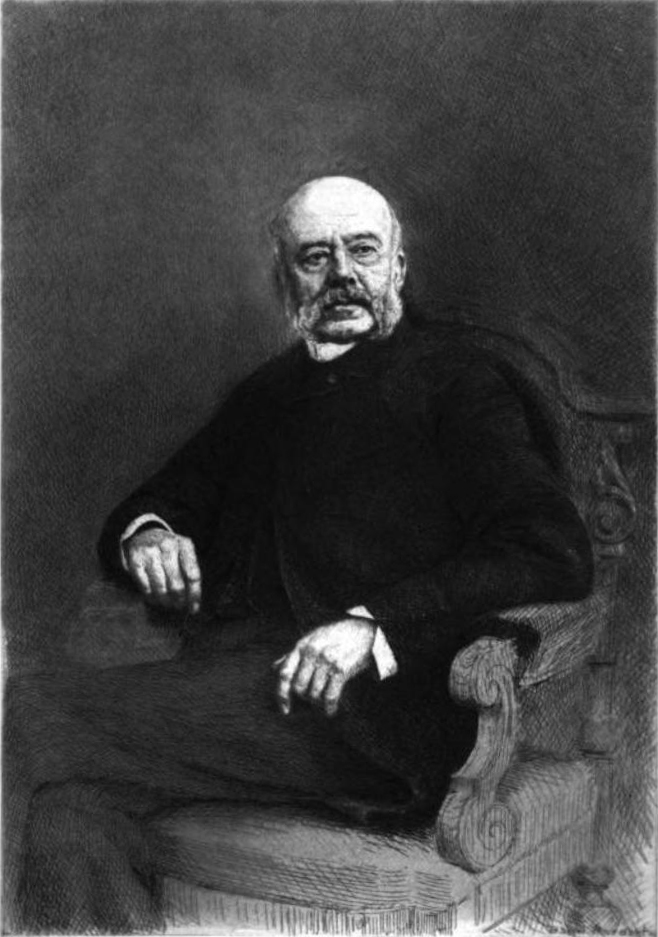
Alfred Mame

## Militaires
- Jean Desmaisons (1915-1974), général de brigade, Compagnon de la Libération.
- Raoul Duault (1910-1983), officier des Forces françaises libres, Compagnon de la Libération.
- Raymond Gibert-Seigneureau (1919-1944), officier des forces aériennes françaises libres, Compagnon de la Libération.
- Georges Jeanperrin (1916-2003), officier des Forces françaises libres, Compagnon de la Libération.
- Juan López Carvajal (1914-2011), soldat de la guerre d'Espagne et écrivain, a vécu à Tours après la chute des Républicains contre Franco et la Retirada.
- Armand Samuel de Marescot (1758-1832), général de division de la Révolution et de l'Empire.
- Jean-Baptiste Marie Meusnier de La Place (1754-1793), géomètre, ingénieur et général de division de la Révolution française, mort au champ d'honneur le 13 juin 1793 à Mainz-Kastel
- Georges Alexis Mocquery (1772-1847), général de division de la Révolution et de l'Empire, né à Auxon (Aube) et mort dans cette ville.
- Jean-Marie Querville (1903-1967), né à Tours, officier des Forces navales françaises libres, Compagnon de la Libération, commandant en chef en Méditerranée, préfet maritime, inspecteur général de la Marine, amiral.
- Joseph Louis Armand Robert (1767-1796), général de division de la Révolution française.
- André Rouxel (1915-2004), officier des Forces françaises libres, Compagnon de la Libération.
- Jacques Louis Saint-Martin (1749-1828), général de brigade de la Révolution française, député d'Indre-et-Loire.

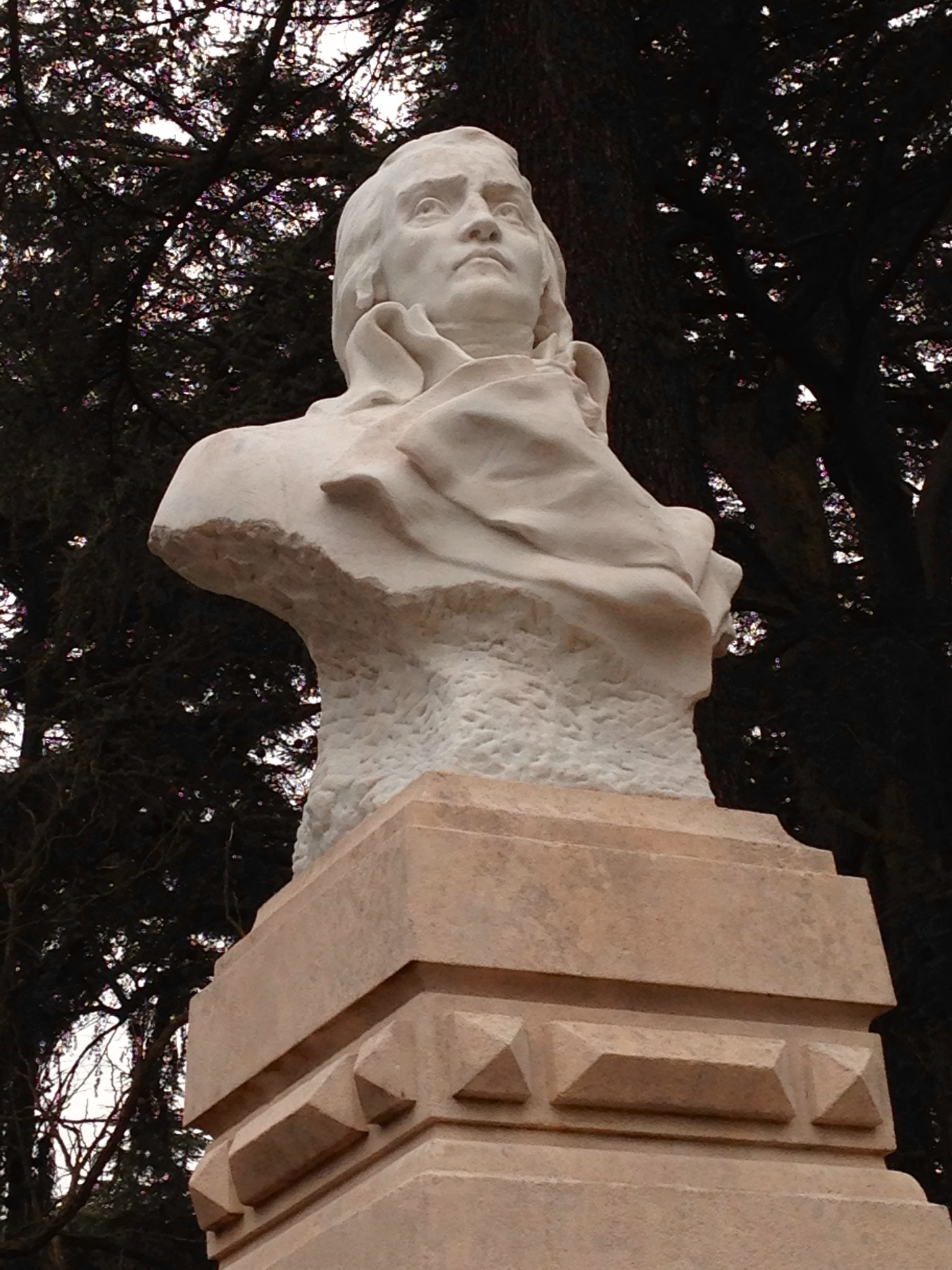
Général Meusnier, statue d'Henri Varenne.
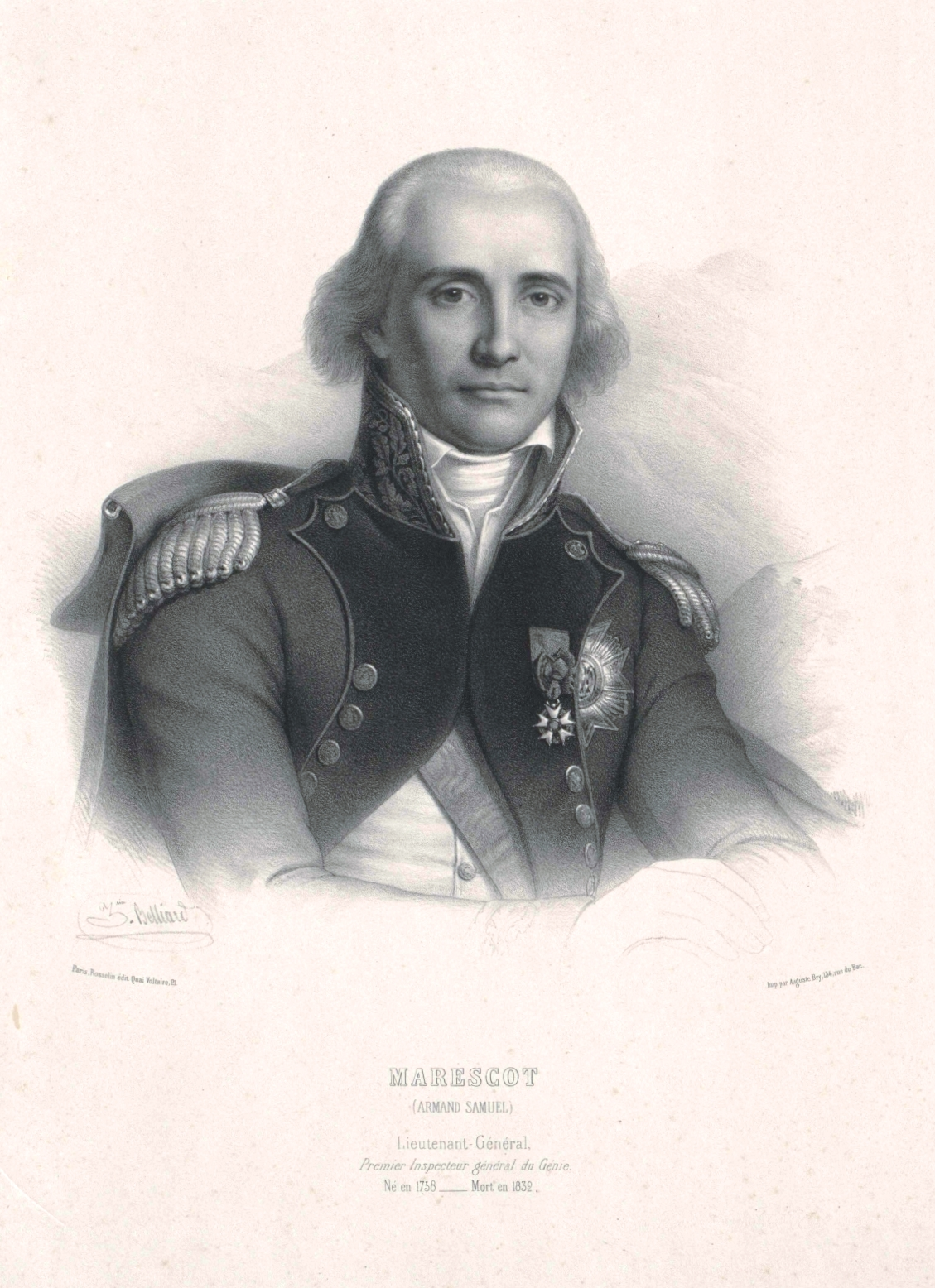
A. S. de Marescot.

## Religieux
- Alcuin, savant religieux anglo-saxon (York v. 735 - Tours 804) un des maîtres de l'école palatine fondée par Charlemagne; fondateur à l'abbaye Saint-Martin de Tours d'une académie de philosophie et de théologie surnommée « mère de l'Université ».
- Jeanne d'Arc, outre ses passages historiques aux châteaux de Chinon et de Loches, en Touraine, a fait façonner son armure à Tours.
- Bernard-Nicolas Aubertin (1944-), archevêque de Tours.
- La famille Briçonnet (XVe – XVIIIe siècle), originaire de Tours, dont sont issus plusieurs évêques.
- Hector-Albert Chaulet d'Outremont (1825-1884), prélat, évêque d'Agen puis du Mans.
- Sainte Clotilde, femme de Clovis
- Olivier de Germay (1960-), évêque d'Ajaccio, natif de Tours.
- Jean Honoré (1920-2013), ancien archevêque de Tours, Cardinal.
- Marie de l'Incarnation, née à Tours le 28 octobre 1599, mystique et missionnaire, évangélisatrice du Québec.
- Jeanne-Marie de Maillé, religieuse béatifiée, morte à Tours en 1414.
- Saint Martin, (Hongrie, v 315 - Candes, Indre-et-Loire, 397), évêque de Tours en 370 ou 371, fondateur de nombreux monastères dont Ligugé et Marmoutier, patron de la France.
- Marie de Saint-Pierre et de la Sainte Famille (1816-1848), fondatrice de l’archiconfrérie de la Sainte-Face.
- Bérenger de Tours, théologien né à Tours en 999, mort à Tours en 1088.
- Grégoire de Tours, saint, prélat et historien français (Clermont-Ferrand v 538 - Tours v. 594), Évêque de Tours (573-594), joua un grand rôle dans la vie politique de la Gaule; célèbre par son Histoire des Francs.
- Martin IV, pape
- François Pallu, né à Tours en 1626, un des trois fondateurs des Missions étrangères de Paris.
- Léon Papin Dupont (1797,1876), inventeur au XIXe siècle des reliques de saint Martin.
- François de Paule, confesseur du roi Louis XI
- André Vingt-Trois, archevêque de Paris depuis le 11 février 2005, ancien archevêque de Tours (1999-2005), né en 1942 à Paris.
- Catherine Mareschal, protestante condamnée au bucher en 1532 pour hérésie

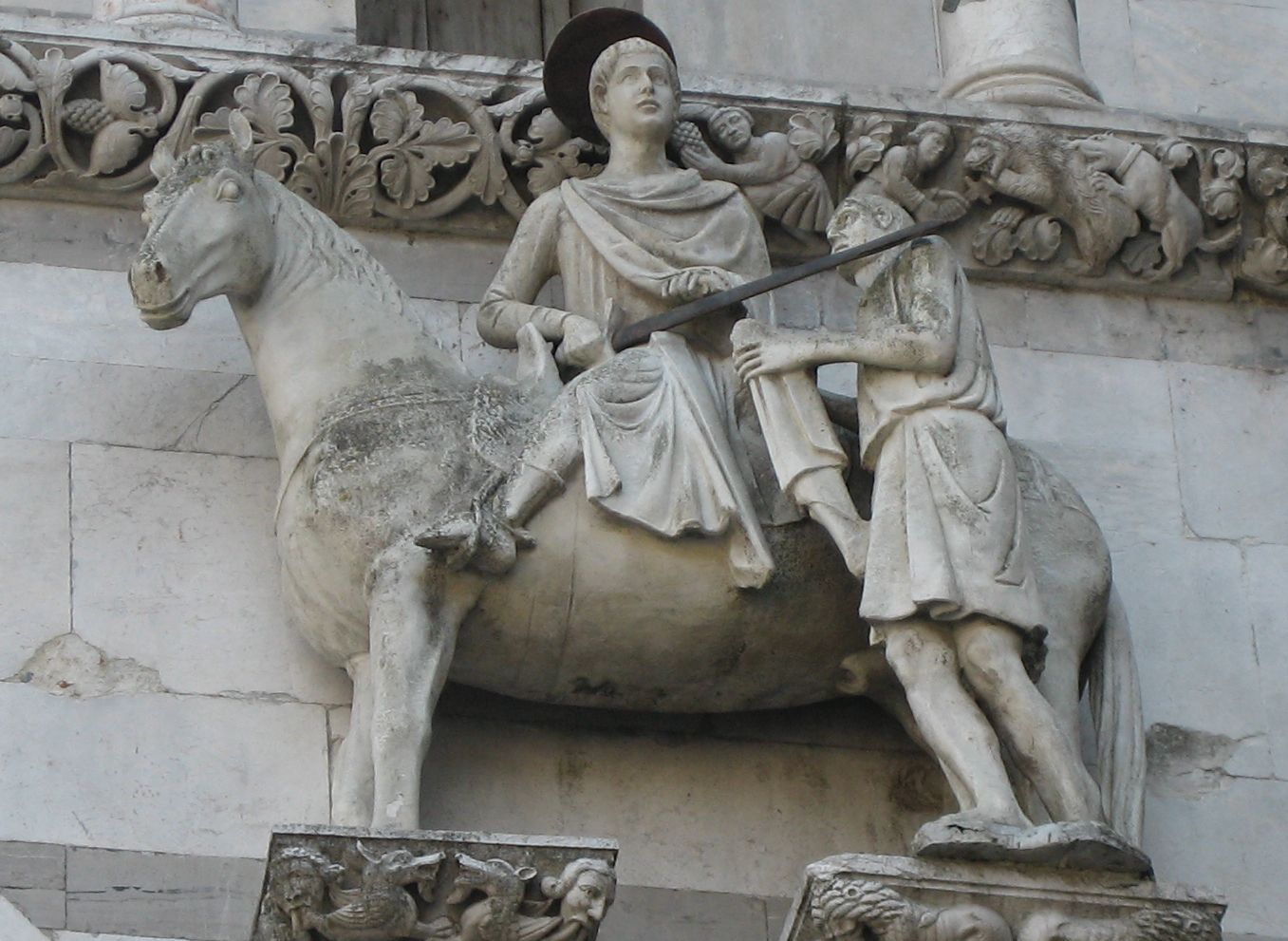
Saint Martin de Tours
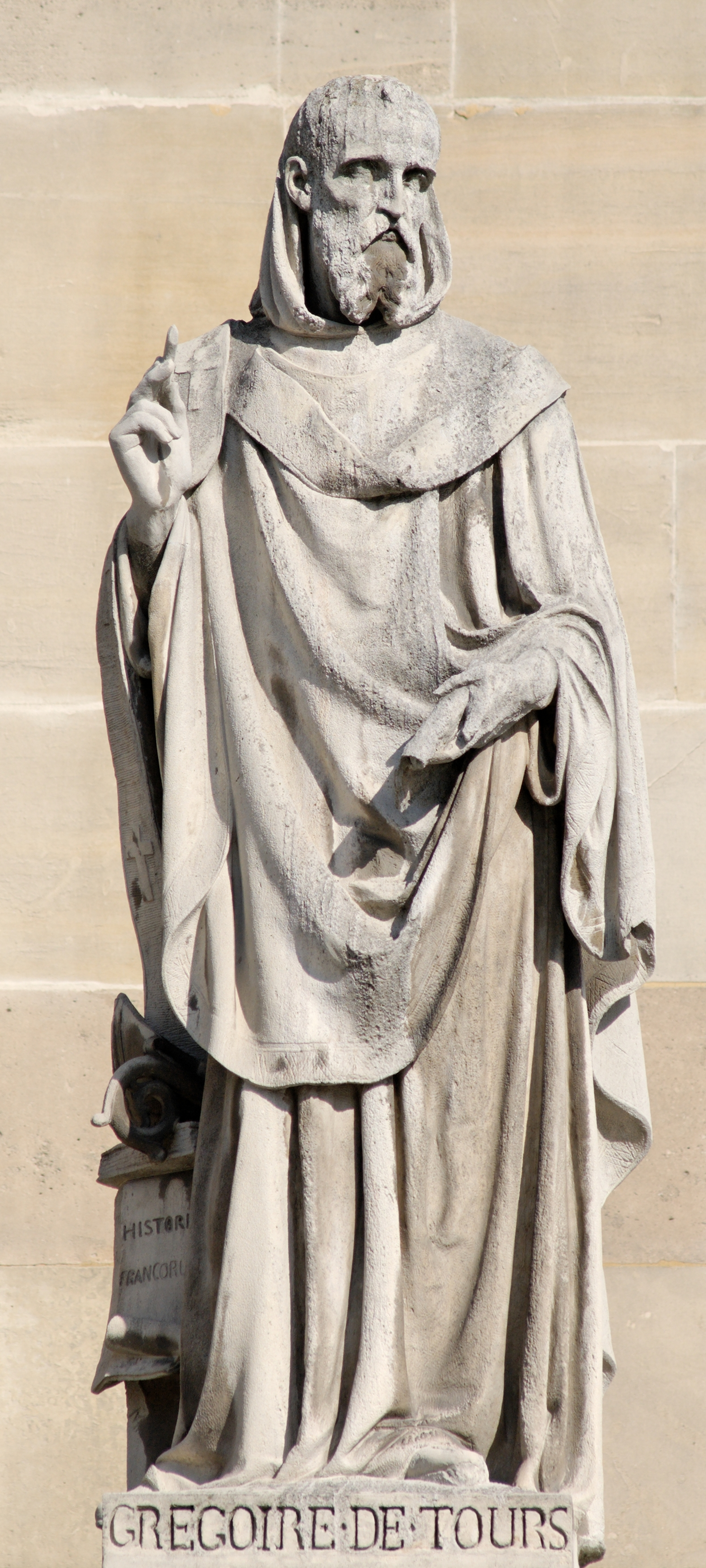
Grégoire de Tours
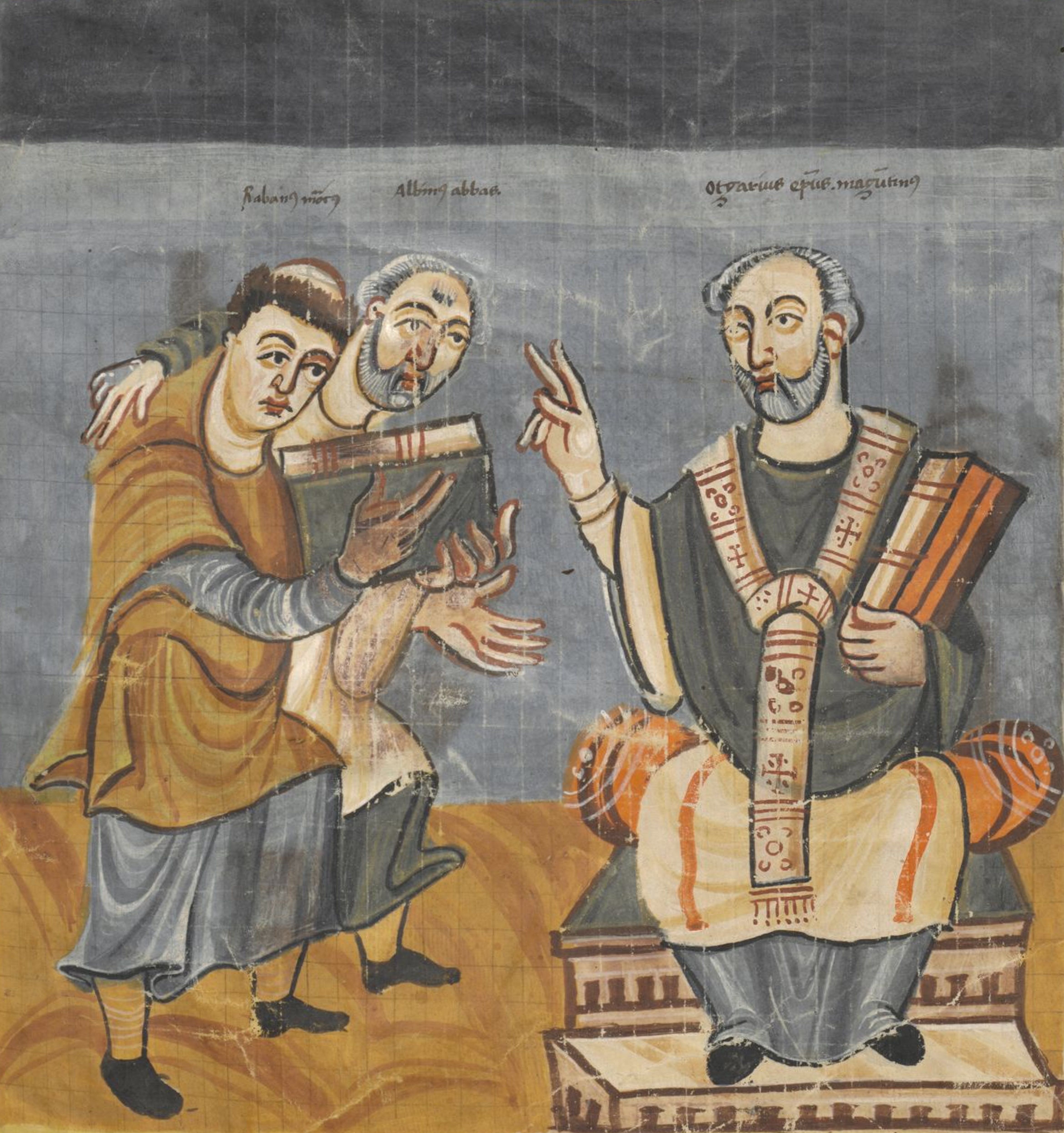
Enluminure, Alcuin (au centre)

## Politiques

### Des origines à la Révolution
- Luitgarde d'Alémanie, ultime épouse de Charlemagne, est morte à Tours le 4 juin 800.
- Jean Balue, conseiller de Louis XI ; lors de sa disgrâce, fut arrêté à Amboise et emprisonné à Loches.
- Anne de Bretagne, reine de France, épouse de Charles VIII puis de Louis XII.
- Prudent Bruley, né à Tours le 9 avril 1787 et mort à Vouvray le 9 novembre 1849, préfet ayant exercé ses fonctions durant la monarchie de Juillet.
- Charlemagne y a séjourné (Monastère Saint-Martin de Tours), avec sa dernière épouse Luitgarde d'Alémanie en 800.
- Charles VII, roi de France, trouve refuge à Chinon durant la guerre de Cent Ans ; c'est là que Jeanne d'Arc viendra le trouver en 1429.
- Charles VIII, roi de France, né et mort à Amboise.
- Étienne-François de Choiseul (1719-1785), principal ministre de Louis XV, s'est retiré puis est mort en son château de Chanteloup, près d’Amboise.
- Clovis, roi des Francs, s'est recueilli sur la tombe de saint Martin après sa victoire à Vouillé en 507.
- François 1er roi de France a vécu dès son enfance à Amboise et y a établi la cour de France au début de son règne.
- Louis XI a passé son enfance au château de Loches. Il est mort au Château de Plessis-lèz-Tours à La Riche.
- Louis XII, alors qu'il n'était pas encore roi, assiste à Langeais en 1491 au mariage de son cousin le roi Charles VIII avec Anne de Bretagne, puis revient encore en Touraine à Amboise en 1498 à la mort de ce dernier pour se recueillir sur sa dépouille et ainsi lui succéder.
- Charles Martel (vers 690-741), duc d'Austrasie et maire du palais, a peut-être stoppé l'avancée des forces du Califat omeyyade au lieu-dit des Landes de Charlemagne, commune de Ballan-Miré, à 10 km au sud-ouest de Tours[2].
- Jean II Le Meingre dit Jean Boucicaut, 1364 - 1421. Maréchal de France de Charles VI, qualifié de « chevalier le plus brave de son temps. »
- Louise de la Vallière, favorite de Louis XIV, 1644-1710, née à Tours.

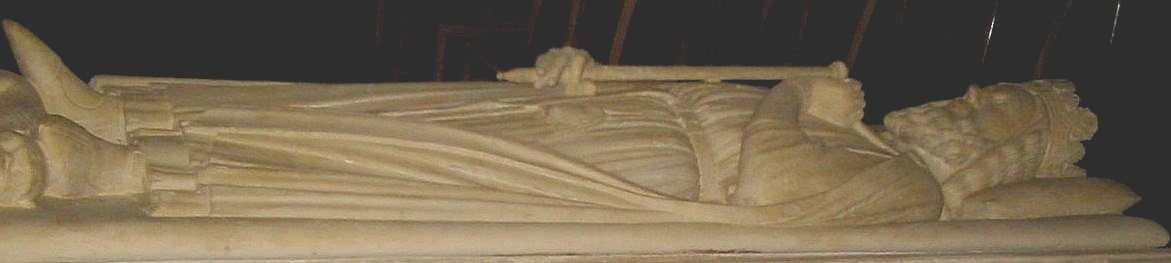
Clovis
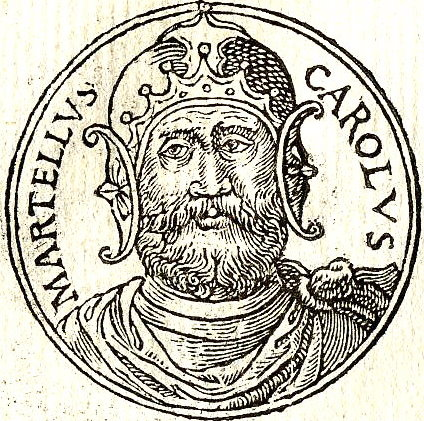
Charles Martel
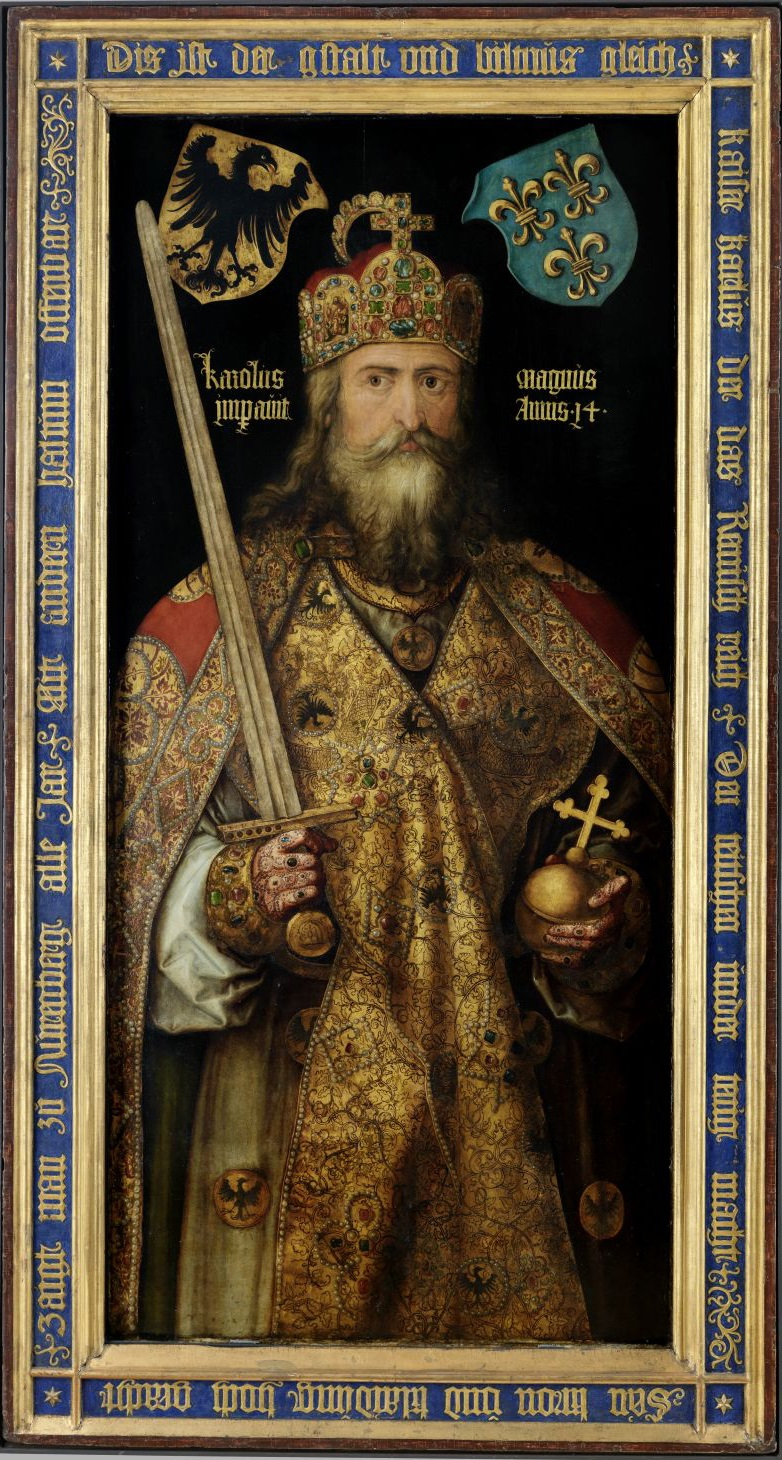
Charlemagne peint par Dürer (1511)
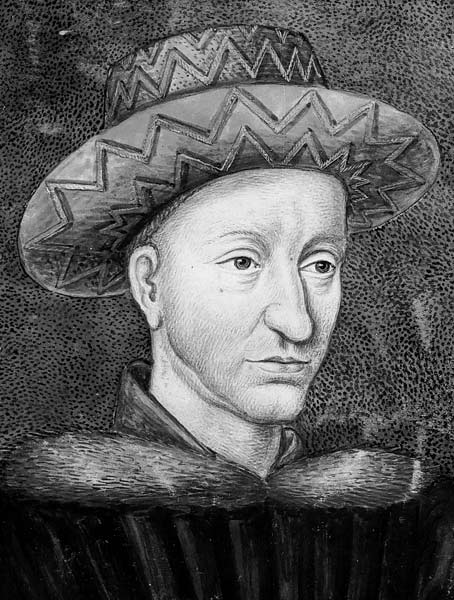
Charles VII, roi de France
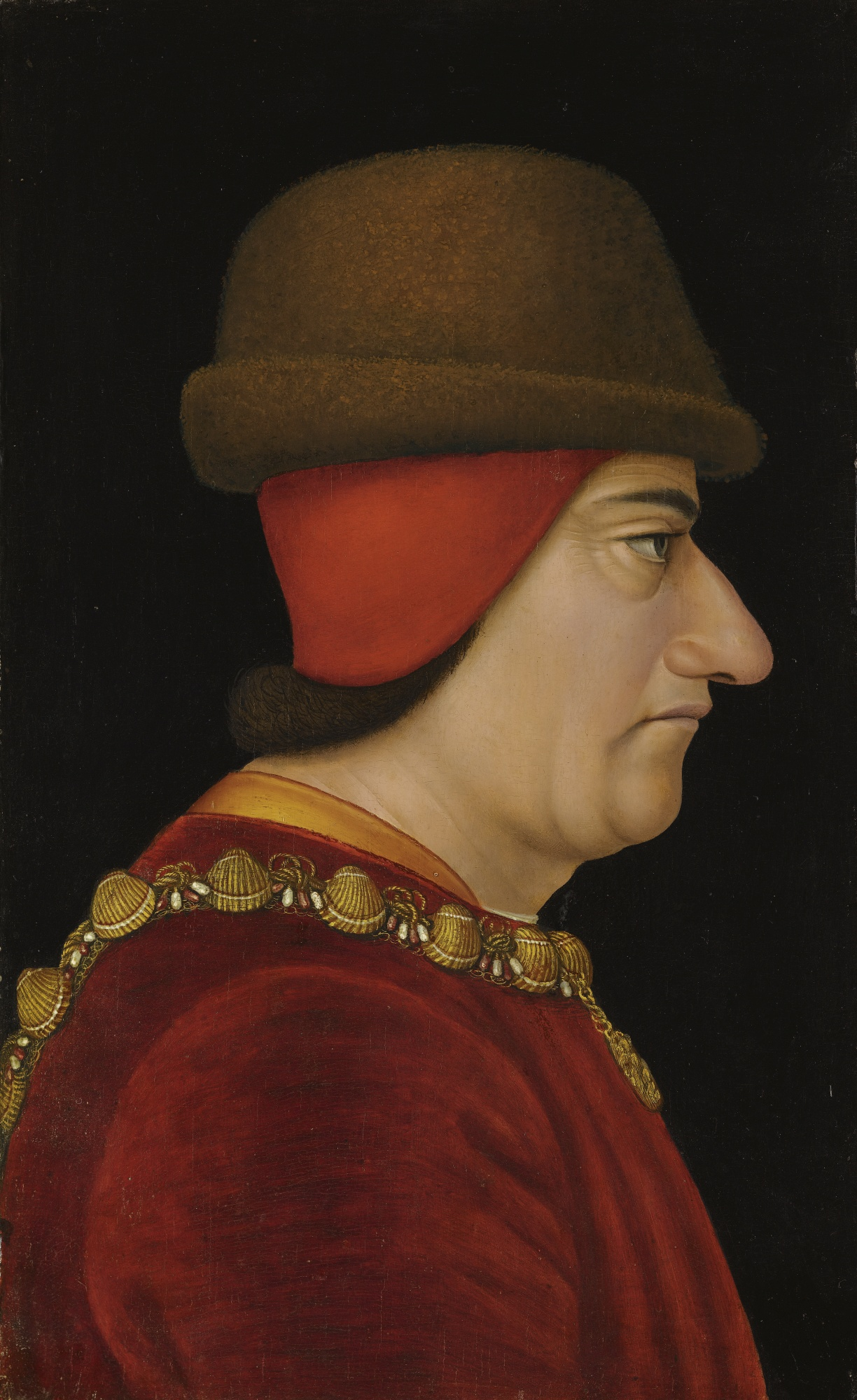
Louis-XI, roi de France
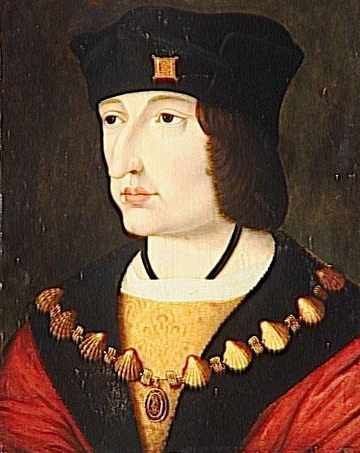
Charles VIII, roi de France
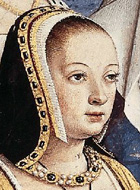
Anne de Bretagne par Jean Bourdichon
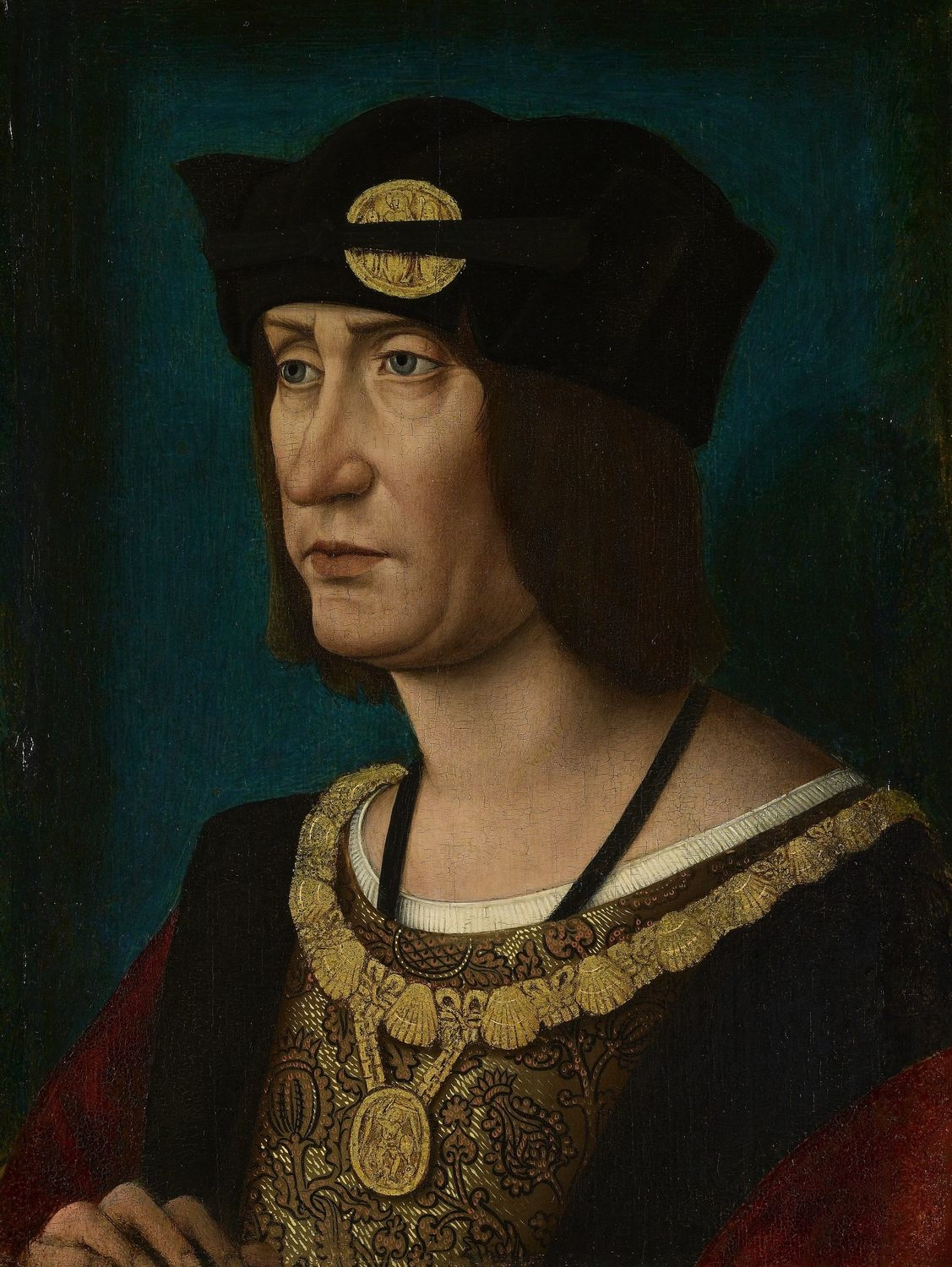
Louis XII, roi de France
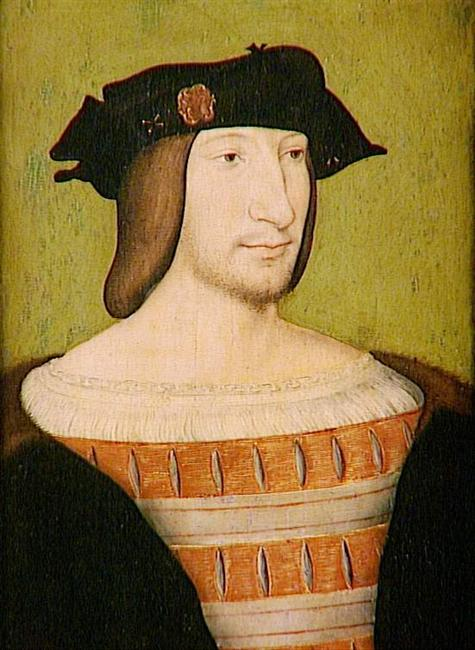
François 1er en  1515
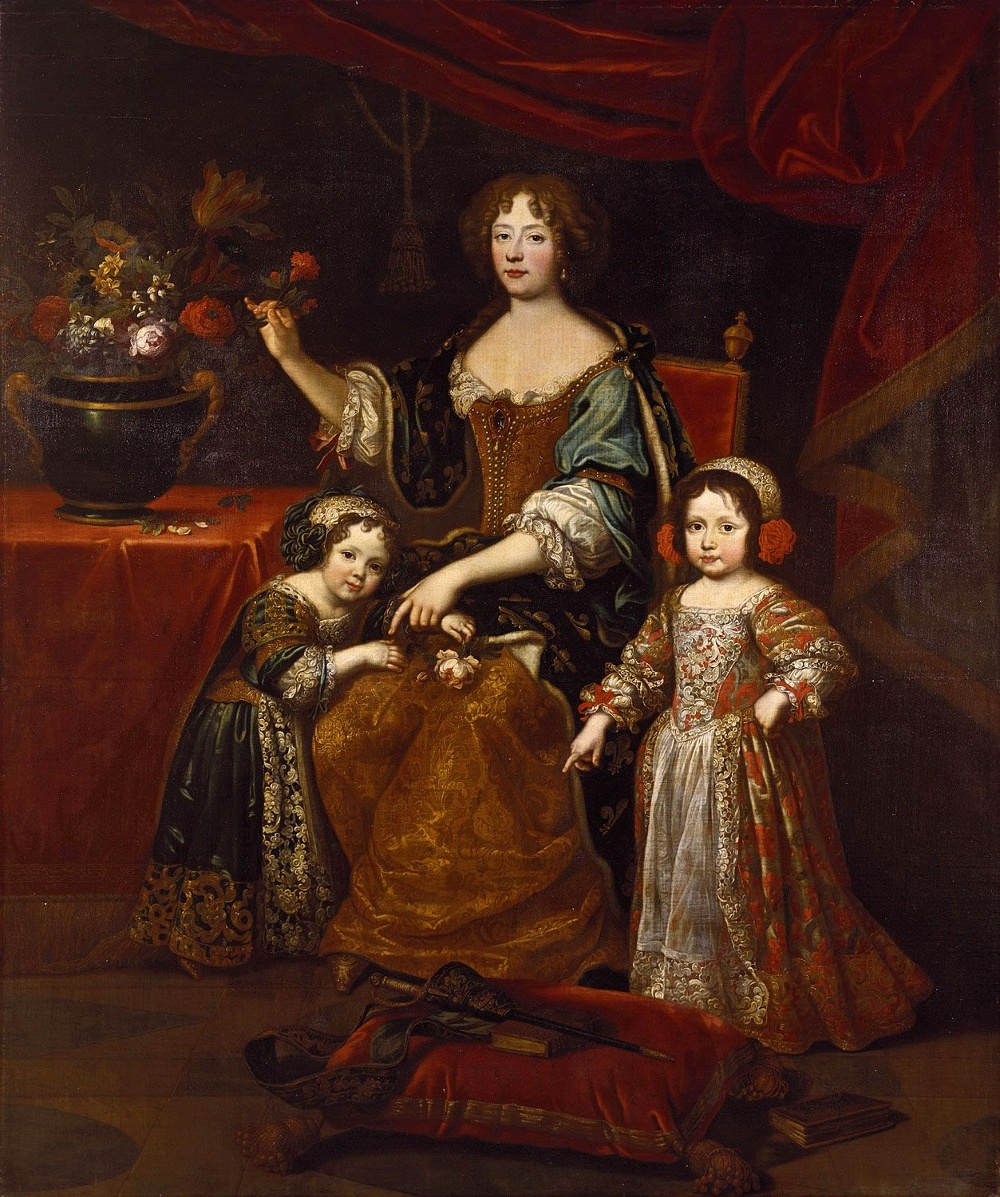
Jean Gilbert Murat, Louise de La Vallière et ses enfants (1837)

### Époque moderne
- Sophie Auconie, députée européenne.
- Étienne Benoist de La Grandière, ancien maire de Tours.
- Louis Benoist de La Grandière, ancien maire de Tours.
- Alfred Bernard (1899-1944), secrétaire adjoint du PCF.
- Christophe Bouchet (1962-), ancien maire de Tours, ancien président de l'Olympique de Marseille et homme d'affaires.
- Pierre Bousquet (1919-1991), homme politique français né à Tours.
- Philippe Briand (1960-), ancien ministre, député d'Indre-et-Loire, maire de Saint-Cyr-sur-Loire.
- Jean-Louis Bruguière (1943-), né à Tours, ancien juge, candidat aux élections législatives françaises de 2007.
- Dominique Bussereau, né à Tours le 13 juillet 1952, secrétaire d'État chargé des transports.
- Camille Chautemps, ancien maire de Tours, ancien président du Conseil.
- Geoffroy Chodron de Courcel, diplomate français né à Tours en 1912.
- Catherine Colonna, née en 1956 à Saint-Symphorien, ambassadrice de France à l'Unesco puis présidente de l'École du Louvre.
- Bernard Debré, conseiller général, député d'Indre-et-Loire de 1986 à 1994 et maire d'Amboise de 1992 à 2001.
- Michel Debré, premier ministre de Charles de Gaulle, a été sénateur d'Indre-et-Loire puis maire d'Amboise. Mort à Montlouis-sur-Loire en 1996, il est enterré au cimetière d'Amboise.
- Renaud Donnedieu de Vabres, conseiller municipal de Tours depuis 2001, ancien ministre de la Culture et de la Communication, ancien député.
- Henri, comte de Fontenay (1753- 1834), homme politique français des XVIIIe et XIXe siècles.
- Léon Gambetta, ministre de la guerre au sein de la délégation gouvernementale dépêchée à Tours lors de la guerre de 1870.
- Jean Germain, né à Tours le 11 septembre 1947, décédé à Tours le 7 avril 2015, ancien maire de Tours, sénateur.
- Jean-Patrick Gille, député socialiste de la 1re circonscription d'Indre-et-Loire en 2007.
- Alexandre Goüin (1792-1872), banquier et homme politique français, député de Tours sous la monarchie de Juillet et le Second Empire, puis sénateur, ministre de l'Agriculture et du Commerce dans le second ministère Thiers (1840).
- Eugène Goüin (1818-1909) financier, sénateur inamovible, maire de Tours.
- Henri Jacques Goüin-Moisant, négociant-banquier, député sous la restauration, maire de Tours.
- Bruno Joubert, né à Tours le 29 juillet 1950, Diplomate, Ambassadeur de France au Maroc puis près le Saint Siège.
- Martin Lévrier, né à Tours en 1962, élu sénateur des Yvelines le 24 septembre 2017.
- Jean Meunier, (1905-1975) ancien maire de Tours, résistant.
- Simon Meusnier-Badger (1759-1833), commandant du 2e bataillon de volontaires d’Indre-et-Loire, président du comité de surveillance révolutionnaire.
- Didier Migaud, né à Tours en 1952, ancien président de la Commission des finances de l'Assemblée nationale, premier président de la Cour des Comptes, puis garde des Sceaux dans le gouvernement Michel Barnier.
- Paul Montel (1879-1962), éditeur.
- Louis Rimbault (1877- 1949) membre de la bande à Bonnot, anarchiste et précurseur du végétalisme et du socialisme utopique
- Claude Roiron, née à Tours en 1963, femme politique française, elle a été présidente du conseil général d'Indre-et-Loire de 2008 à 2011.
- Jean Royer, ancien maire de Tours (1929-2011), ancien ministre, ancien député.
- Marisol Touraine, présidente du conseil général d'Indre-et-Loire, ministre des Affaires sociales, député d'Indre-et-Loire de 1997 à 2002.
- Hyacinthe Viot-Olivier (1757-1833), maire de Tours de 1815 à 1821.

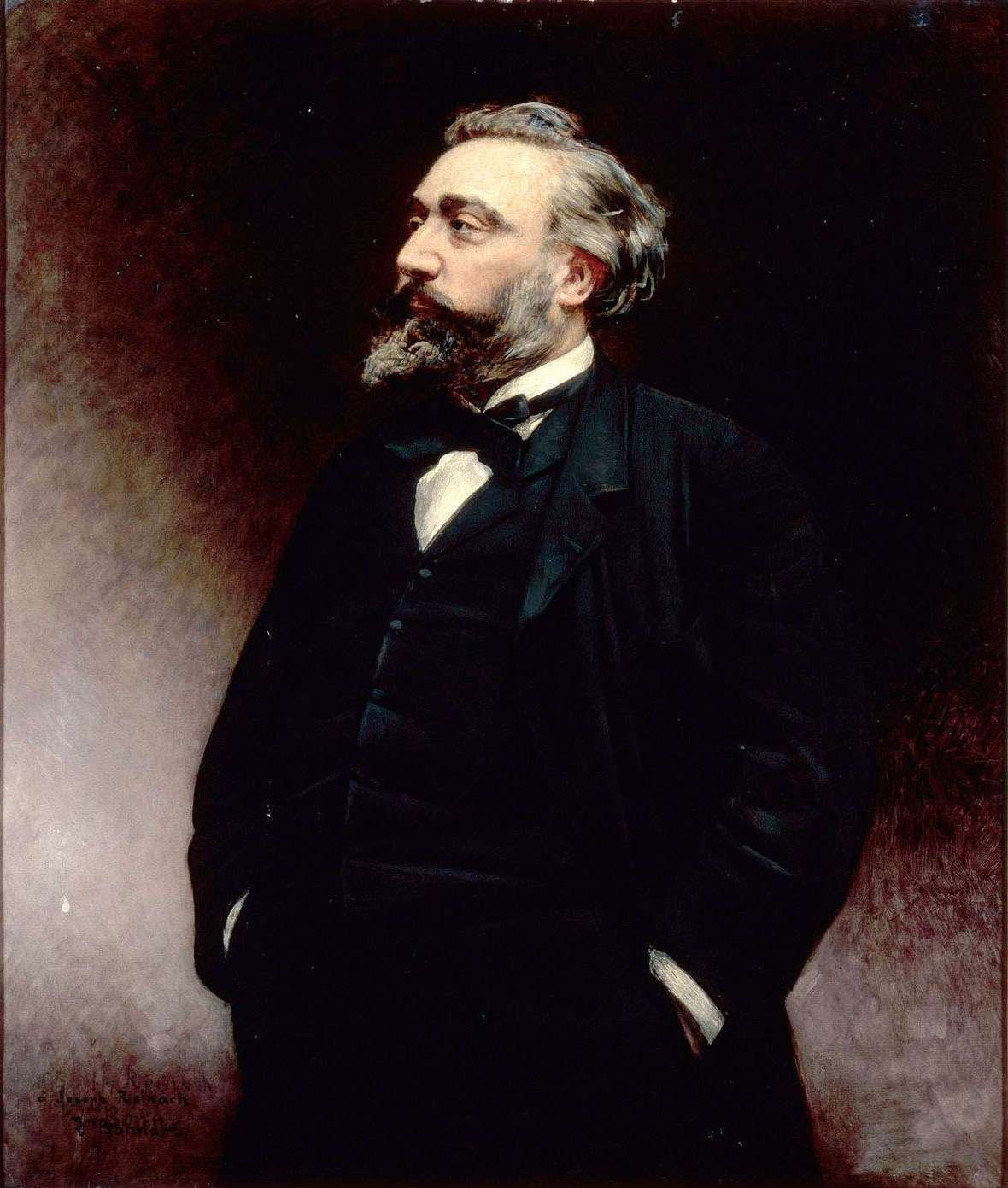
Léon Gambetta par Léon Bonnat
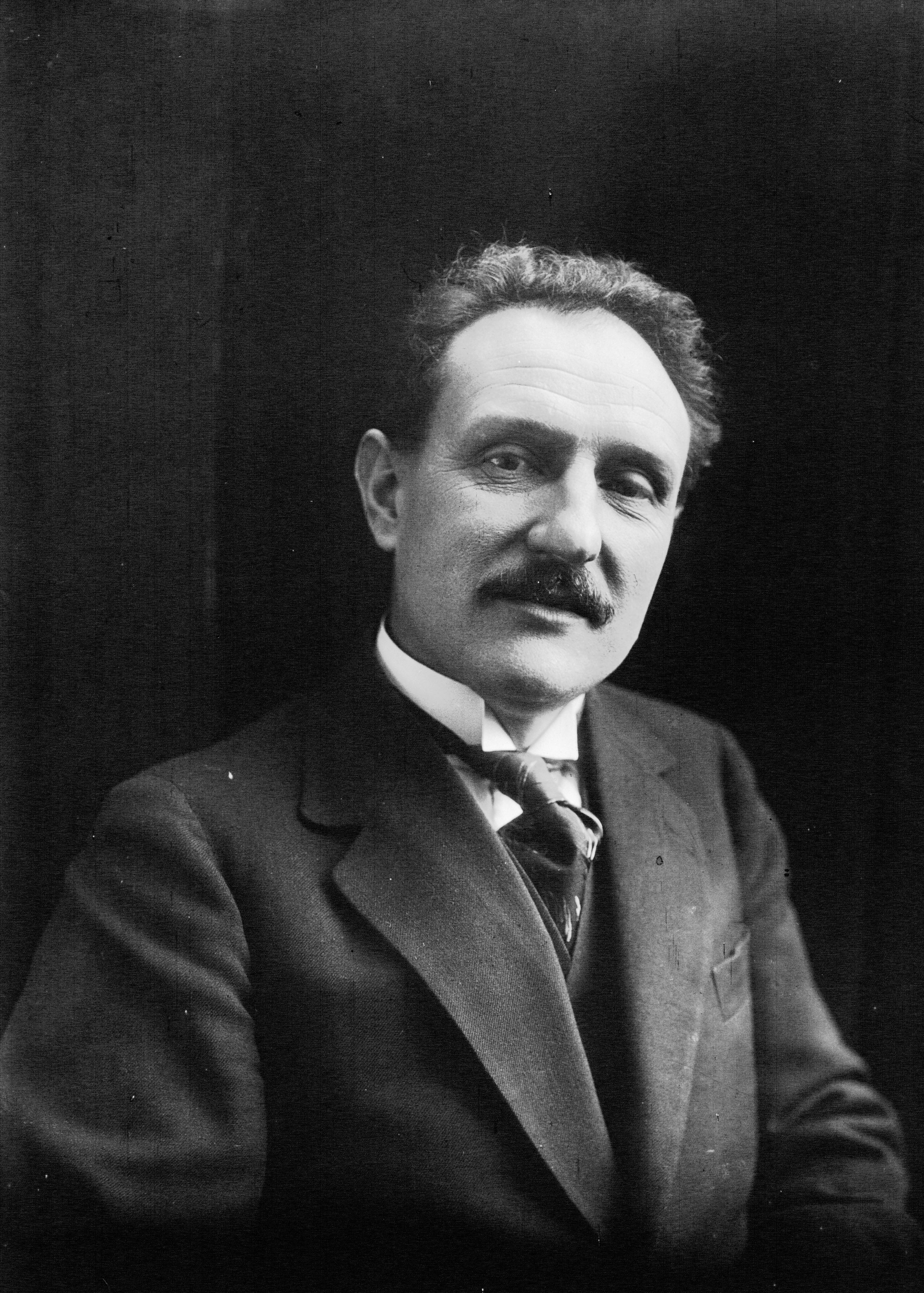
Camille Chautemps
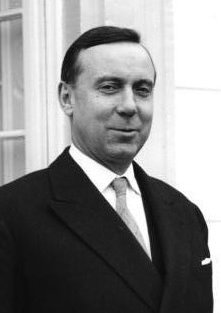
Michel Debré par Wegmann Ludwig
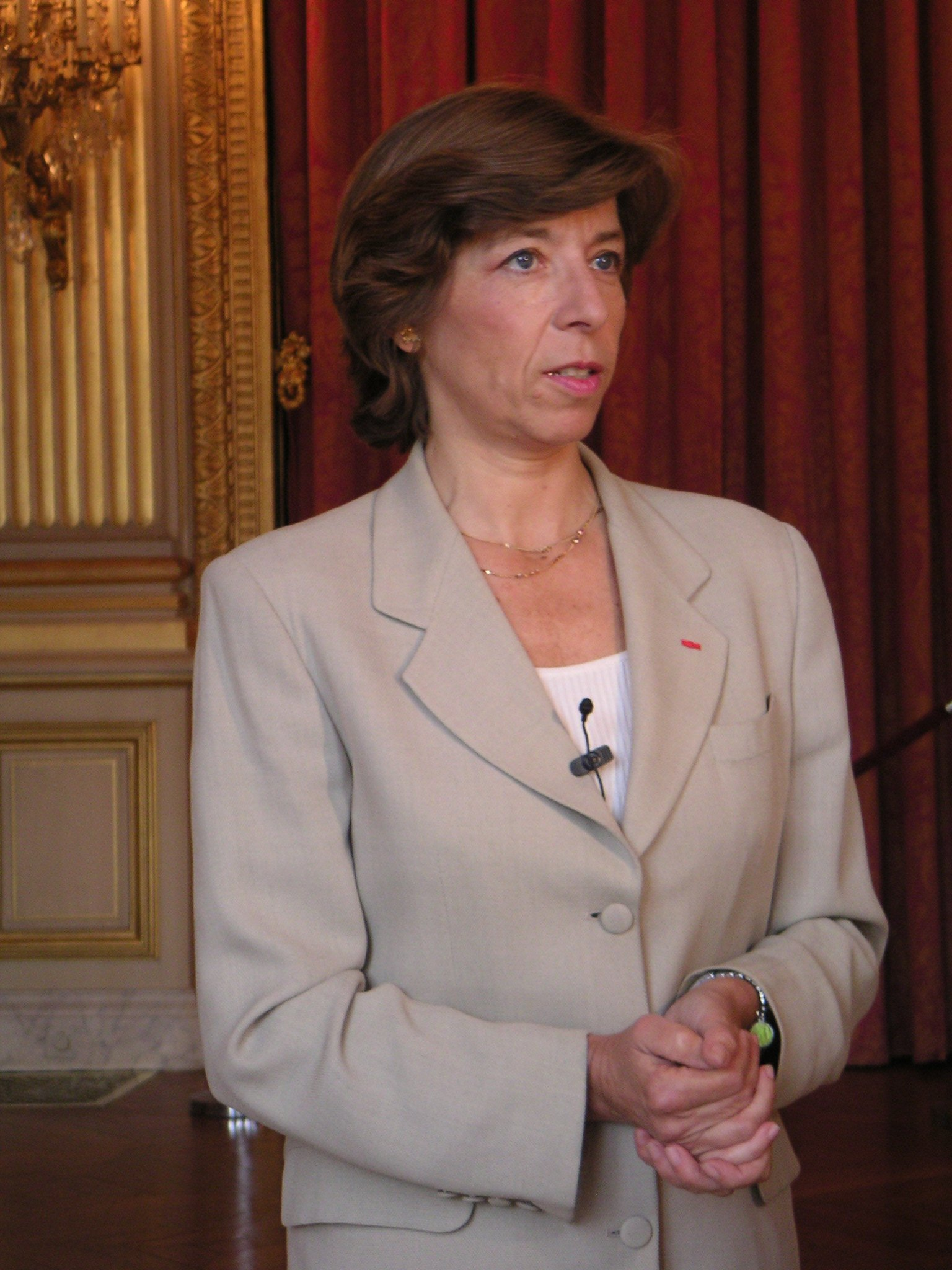
Catherine Colonna
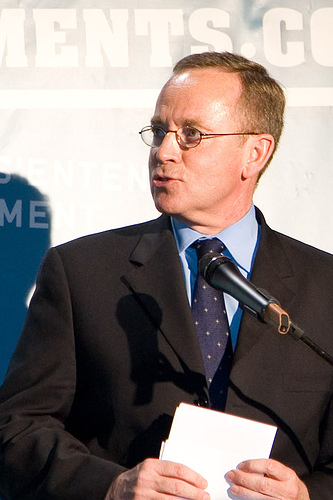
Renaud Donnedieu de Vabres
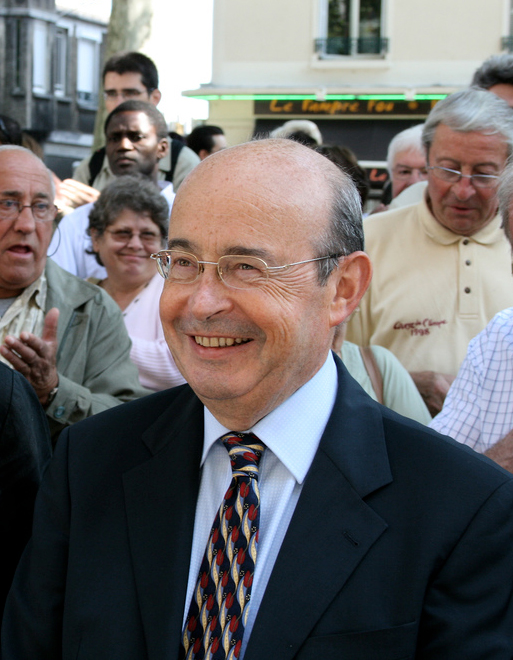
Jean Germain

## Personnalités liées à Internet
- Damien Laguionie, plus connu sous le pseudo "Terracid", est un vidéaste et streamer né le 7 août 1992 à Tours. Il fonde aux côtés de Thomas Iturralde, alias Laink, la chaîne You/tube intitulée Wankil Studio.
- Pierre Chabrier, de la chaîne "Vilebrequin", né le 5 juillet 1994 à Tours
- Benjamin Brillaud, alias "Nota Bene" est un Youtubeur traitant de sujets historiques, vivant à Tours.